# 23. Februar
Der 23. Februar ist der 54. Tag des gregorianischen Kalenders, somit bleiben 311 Tage (in Schaltjahren 312 Tage) bis zum Jahresende.

## Ereignisse

### Politik und Weltgeschehen

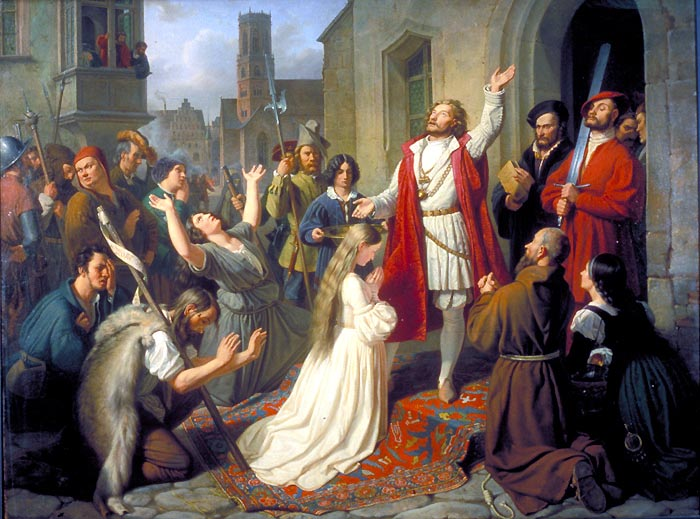
1534: Jan van Leiden bei der Taufe eines Mädchens

- 1534: Bei den turnusmäßigen Wahlen zum Rat der Stadt Münster siegen die Täufer. Der neugewählte Bürgermeister Bernd Knipperdolling beginnt sofort gemeinsam mit den Stadträten Bernd und Heinrich Krechting sowie den Propheten Jan Matthys, Jan van Leiden und Bernd Rothmann mit dem Aufbau des Täuferreichs von Münster.
- 1763: Unter der Führung des Haussklaven Cuffy beginnt in der niederländischen Kolonie Berbice im heutigen Guyana in Südamerika ein Sklavenaufstand.
- 1766: Mit dem Tod des letzten Herzogs von Lothringen und Bar Stanislaus I. Leszczyński fällt Lothringen entsprechend den Vereinbarungen des Friedens von Wien (1738) an Frankreich.

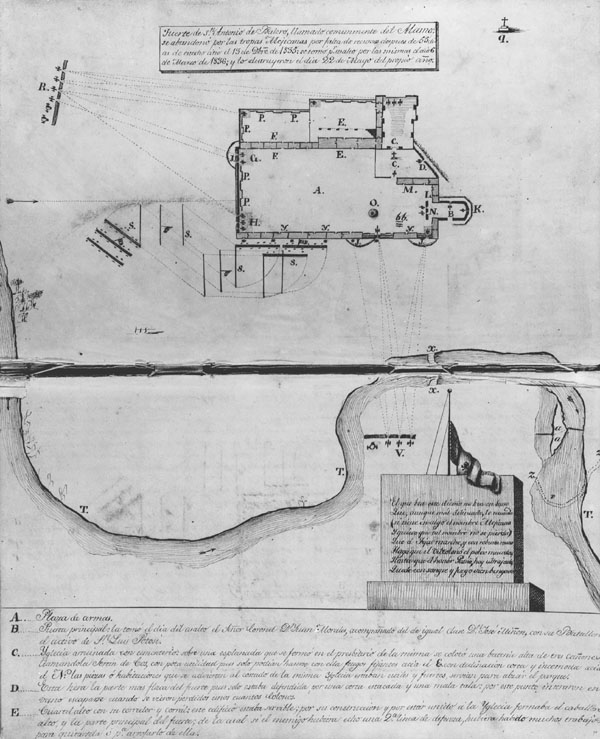
1836: Grundriss von The Alamo

- 1836: Die mexikanische Armee unter General Antonio López de Santa Anna beginnt mit der bis zum 6. März dauernden Belagerung des Forts Alamo in San Antonio, in dem sich aufständische Texaner verschanzt haben.

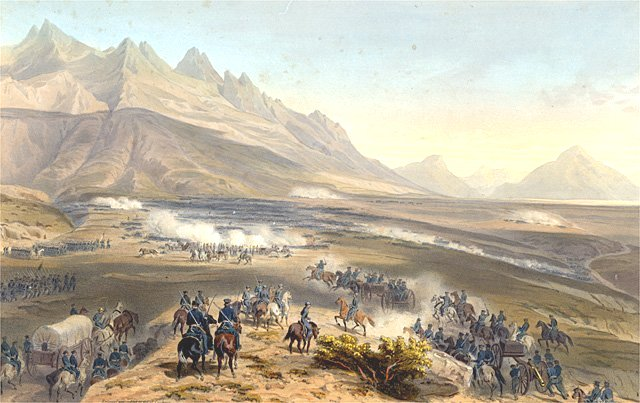
1847: Schlacht von Buena Vista

- 1847: Im Mexikanisch-Amerikanischen Krieg gewinnt die US-Streitmacht unter General Zachary Taylor die Schlacht von Buena Vista gegen die zahlenmäßig überlegenen mexikanischen Truppen unter Generalissimus Antonio López de Santa Anna.
- 1854: Großbritannien erkennt in der Bloemfontein Convention die Unabhängigkeit des Oranje-Freistaats in Südafrika an.
- 1861: Per Referendum billigt die Bevölkerung von Texas die Loslösung des Bundesstaates von den Vereinigten Staaten von Amerika, der somit als siebter und letzter Südstaat noch vor dem Amtsantritt des zum US-Präsidenten gewählten Abraham Lincoln und dem Beginn des Sezessionskrieges aus der Union aus- und den Anfang des Monats gegründeten Konföderierten Staaten von Amerika beitritt.
- 1865: Der Badische Schulstreit über die Abschaffung des kirchlichen Aufsichtsrechts an Volksschulen gipfelt im Mannheimer Kasinosturm gegen die katholische Kasinobewegung.
- 1866: Eine konspirative Gruppe von Militärs dringt in den Palast von Alexandru Ioan Cuza ein und zwingt den reformorientierten ersten Fürsten von Rumänien zur Abdankung.
- 1903: Kuba verpachtet das Gebiet um die Guantánamo Bay für 99 Jahre an die Vereinigten Staaten.
- 1918: Die Rote Armee rekrutiert ihre ersten Soldaten. Der Tag wird später in der Sowjetunion als Tag der Roten Armee gefeiert.
- 1932: In einer Rede vor dem Deutschen Reichstag prägt der SPD-Politiker Kurt Schumacher die Redewendung: Die ganze nationalsozialistische Agitation ist ein dauernder Appell an den inneren Schweinehund im Menschen.

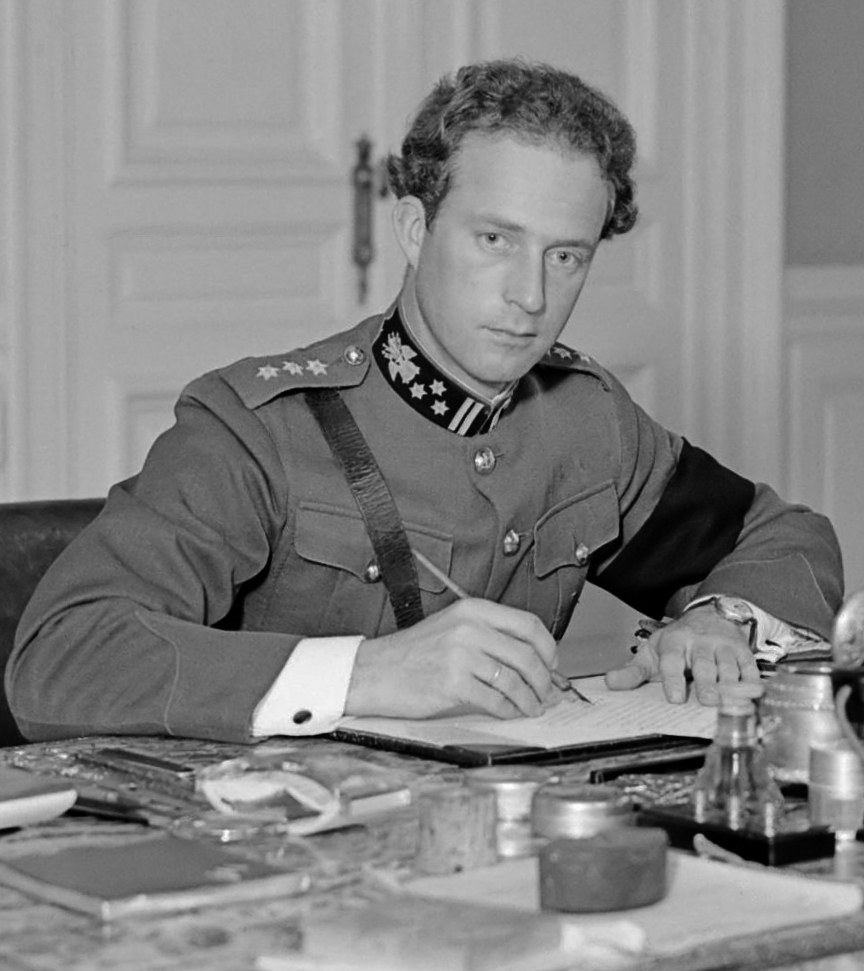
1934: Leopold III.

- 1934: Leopold III. wird König der Belgier. Er folgt seinem am 17. Februar gestorbenen Vater Albert I. auf dem Thron nach.
- 1937: In einem Gespräch mit dem Schweizer Alt-Bundesrat Edmund Schulthess verspricht Adolf Hitler, die schweizerische Neutralität zu respektieren.
- 1945: Beim nur etwa 22 Minuten dauernden Luftangriff auf Pforzheim kommen 17.600 von etwa 60.000 Einwohnern ums Leben und mehr als 80 % des Stadtgebiets werden zerstört. Am gleichen Tag erlebt auch Neumarkt in der Oberpfalz den ersten von zwei schweren Luftangriffen.
- 1945: An der Westfront gelingt den Amerikanern nach mehrmonatigen Kämpfen die Überschreitung der Rur. Damit ist der Zusammenbruch der Rurfront besiegelt und der Weg zum Rhein frei.
- 1945: Die fast einen Monat lang währende Schlacht um Posen endet mit der Kapitulation der letzten deutschen Verteidiger in der Zitadelle der Stadt.

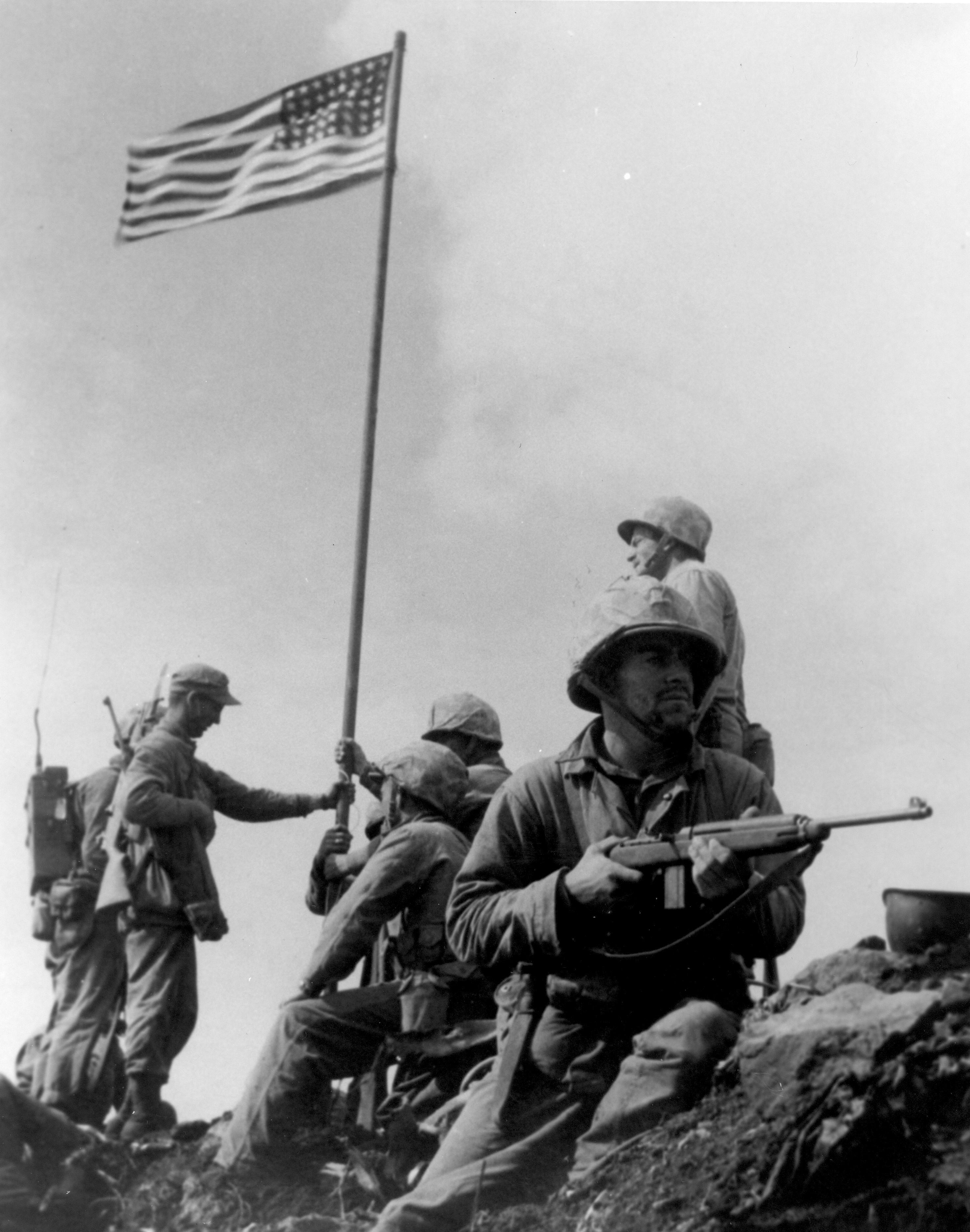
1945: Iwo Jima

- 1945: In der Schlacht um die Vulkaninsel Iwo Jima im Pazifikkrieg hissen Marines die US-Flagge – das Stunden später nachgestellte Foto Raising the Flag on Iwo Jima von Joe Rosenthal wird zu einem preisgekrönten Symbolbild.
- 1947: ISO, die Internationale Organisation für Normung mit Sitz in Genf, nimmt ihre Tätigkeit auf.
- 1948: In London beginnt die bis zum 6. Juni dauernde Sechsmächtekonferenz der drei westlichen Besatzungsmächte und der direkt an Westdeutschland angrenzenden Benelux-Staaten mit dem Ziel, die Grundlage für die Beteiligung eines demokratischen Deutschlands an der Völkergemeinschaft zu schaffen. Als Folge der Konferenz stellte die Sowjetunion ihre Mitarbeit im Alliierten Kontrollrat ein.
- 1950: Hunderte von Mitgliedern und Sympathisanten der Kommunistischen Partei Frankreichs beteiligen sich an einer Kundgebung am Bahnhof von Saint-Pierre-des-Corps bei Tours, um den Transport eines Eisenbahnzuges mit Waffen für Indochina zu blockieren. Die Menschenmenge besetzt die Gleise, wobei sich einige Demonstranten auf die Schienen legen, darunter die junge Friedensaktivistin Raymonde Dien.
- 1961: Die öffentlichen Arbeitgeber und die Gewerkschaft ÖTV unterzeichnen in Bad Nauheim den Bundes-Angestelltentarifvertrag (BAT) zur Regelung der Beschäftigungsbedingungen und der Bezahlung im Öffentlichen Dienst.

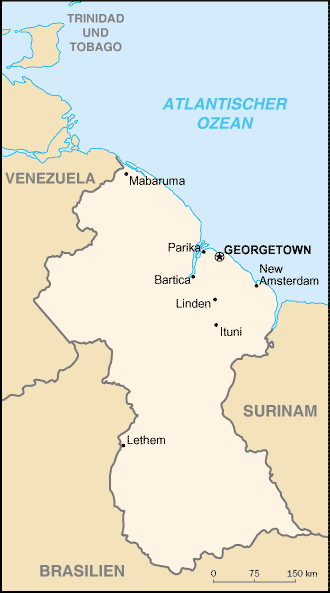
1970: Guyana

- 1970: Premierminister Forbes Burnham erklärt Guyana, bisher parlamentarische Monarchie, zur Kooperativen Republik.
- 1981: Oberstleutnant Antonio Tejero nimmt am Tag 23-F die Abgeordneten des spanischen Parlaments und die Regierung als Geiseln, um die Wahl von Leopoldo Calvo-Sotelo zum Ministerpräsidenten zu verhindern und den Demokratisierungsprozess in Spanien (Transición) zu beenden. Gleichzeitig verhängt General Milans del Bosch in Valencia den Ausnahmezustand. Eine Fernsehansprache von König Juan Carlos I. vereitelt den Putschversuch.
- 1982: Bei einer Volksabstimmung in Grönland entscheidet sich die Mehrheit der Wähler gegen den Verbleib in der Europäischen Gemeinschaft; der Austritt wird am 1. Januar 1985 vollzogen.
- 1991: Das Militär um die Generäle Sunthorn Kongsompong und Suchinda Kraprayoon führt in Thailand einen Putsch gegen Premierminister Chatichai Choonhavan durch, der ins Exil nach Großbritannien geht.
- 2002: Die kolumbianische Präsidentschaftskandidatin Íngrid Betancourt wird von FARC-EP-Rebellen entführt. Der Bewaffnete Konflikt in Kolumbien rückt dadurch ins Blickfeld der Weltöffentlichkeit.
- 2025: Wahl des 21. deutschen Bundestages

### Wirtschaft
- 1872: Das in der Königlich Württembergischen Gewehrfabrik in Oberndorf am Neckar produzierte Gewehr Mauser Modell 71 wird als erstes deutsches Reichsgewehr eingeführt.

### Wissenschaft und Technik
- 1767: Der Regensburger Theologe Jacob Christian Schäffer entwickelt einen Vorläufer der Waschmaschine, die Rührflügelmaschine, die er in seiner Schrift Die bequeme und höchst vortheilhafte Waschmaschine als Fortschritt preist.
- 1784: Im Sternbild Jungfrau entdeckt Wilhelm Herschel eine Balkenspiralgalaxie, im Sternenkatalog als NGC 4412 geführt.
- 1886: Charles Martin Hall gelingt nach mehrjährigen Versuchen ein Herstellungsprozess für Aluminium.

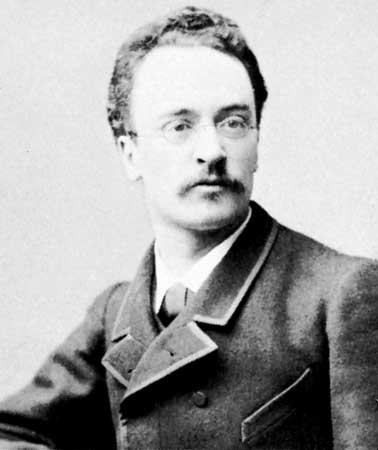
1893: Rudolf Diesel

- 1893: Rudolf Diesel erhält ein Patent auf Arbeitsverfahren und Ausführungsart für Verbrennungskraftmaschinen, heute bekannt als Dieselmotor.

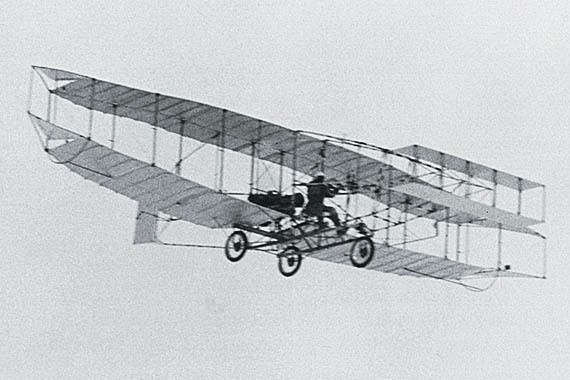
1909: AEA Silver Dart

- 1909: Das Pionierflugzeug AEA Silver Dart startet in Baddeck auf der Kap-Breton-Insel, Neuschottland, Kanada, vom Eis des Bras d’Or Lake aus zu seinem Erstflug. Pilot ist der Kanadier John Alexander Douglas McCurdy.
- 1941: Das radioaktive Element Plutonium wird von dem Physiker Glenn T. Seaborg durch Beschuss von Uran 238U mit Deuterium in einem Zyklotron erstmals hergestellt.
- 1951: Der Prototyp der vom französischen Flugzeughersteller Dassault Aviation gebauten Dassault Mystère, das erste Flugzeug des Unternehmens mit Pfeilflügeln, hat seinen Erstflug.
- 1990: Die US-amerikanische Raumsonde Pioneer 11 passiert als drittes Raumfahrzeug, nach Pioneer 10 und Voyager 2, die Umlaufbahn des Neptun.
- 1997: An Bord der russischen Raumstation Mir bricht ein Feuer aus. Nach 14 Minuten ist der Brand gelöscht, die Besatzung bleibt unverletzt.

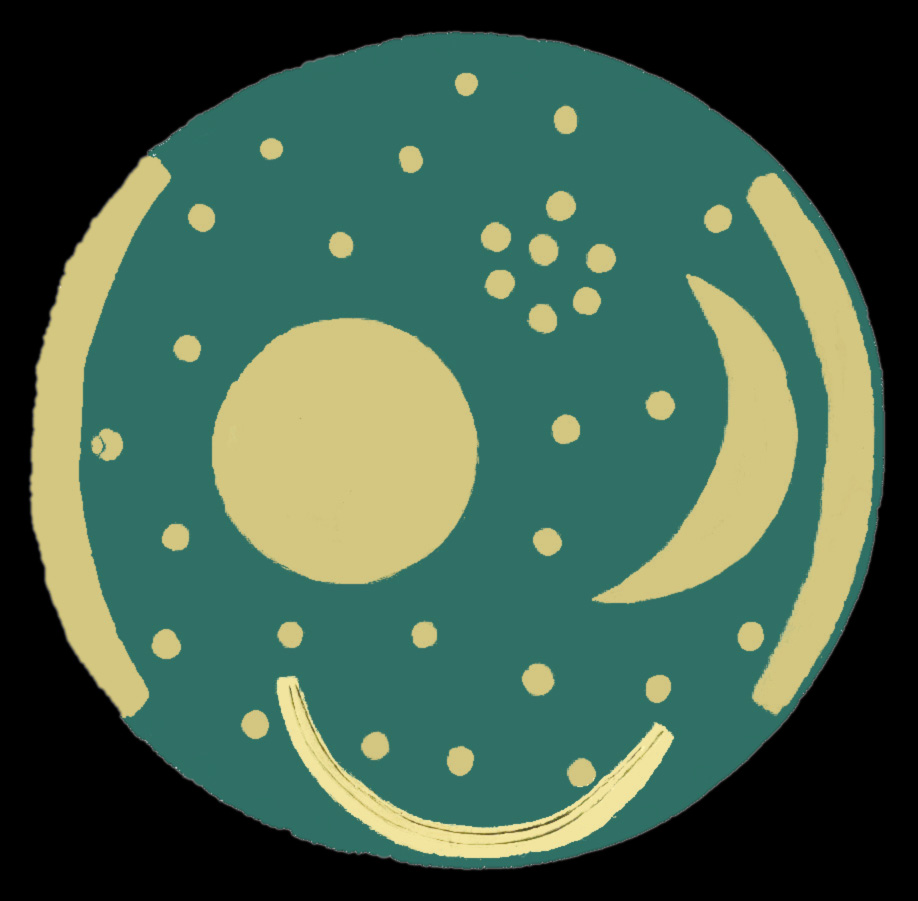
2002: Himmelsscheibe von Nebra (Rekonstruktion)

- 2002: In einer Polizeiaktion gelingt in Basel die Sicherstellung der aus der Bronzezeit stammenden Himmelsscheibe von Nebra, die im Sommer 1999 von Raubgräbern gefunden worden war.

### Kultur

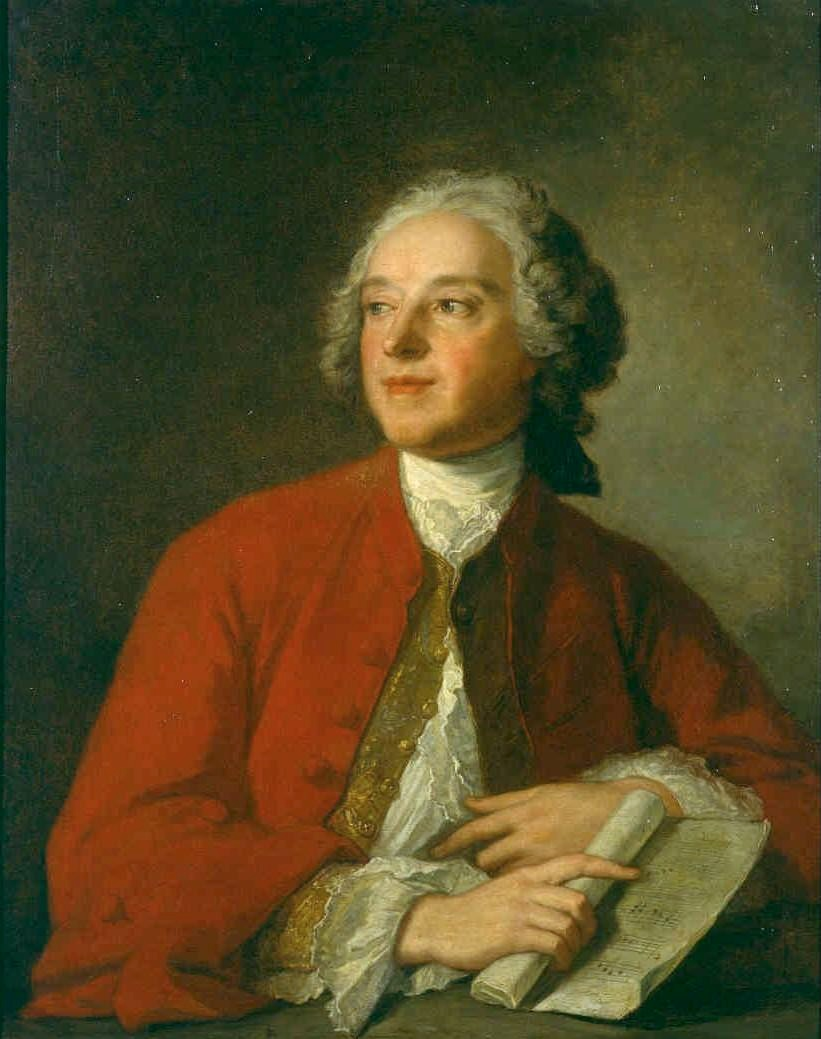
1775: Beaumarchais

- 1775: Das Theaterstück La Précaution inutile ou le Barbier de Séville (Die unnütze Vorsicht oder der Barbier von Sevilla) von Pierre Augustin Caron de Beaumarchais hat seine Uraufführung in Paris. Das Stück fällt beim Publikum durch, weil es mit politischen und persönlichen Anspielungen überfrachtet ist.
- 1835: In Paris erfolgt die Uraufführung der Oper La Juive (Die Jüdin) von Fromental Halévy mit dem Libretto von Eugène Scribe. Von Giuseppe Verdi ebenso geschätzt wie von Richard Wagner, wird die Oper zum Serienerfolg: Bis 1893 wird sie allein an der Pariser Oper 550 Mal aufgeführt.
- 1920: An der Staatsoper in Dresden erfolgt die Uraufführung der Oper Der Fremde von Hugo Kaun.
- 1922: In Berlin wird der von Regisseur Dimitri Buchowetzki nach dem gleichnamigen Theaterstück von William Shakespeare gedrehte Spielfilm Othello uraufgeführt. Die Hauptrolle spielt Emil Jannings.
- 1963: Das Volkstheater in Wien unter Leon Epp ist nach der Schließung der Scala Wien 1956 das erste Wiener Theater, das es wagt, den von Friedrich Torberg und Hans Weigel ausgerufenen Brecht-Boykott zu brechen, indem es Bertolt Brechts Stück Mutter Courage und ihre Kinder aufführt. Regie führt Gustav Manker, die Titelrolle spielt Dorothea Neff.

### Gesellschaft
- 1905: Paul Percy Harris gründet in Chicago den ersten Rotary-Club. Die inzwischen weltweit verbreitete Organisation von Personen aus höheren Gesellschaftskreisen widmet sich gemeinnützigen und wohltätigen Aufgaben.

### Religion

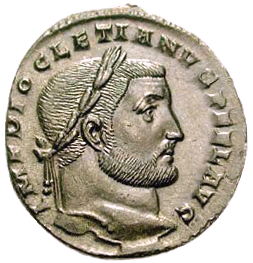
303: Diokletian

- 0303: Kaiser Diokletian leitet Christenverfolgungen im Römischen Reich ein. Sein Edikt verbietet Gottesdienste und er ordnet weiter die Zerstörung von Kirchen und Schriften an. Christen verlieren das römische Bürgerrecht.
- 1957: Das Bistum Essen entsteht mit der Zirkumskriptionsbulle Germanicae gentis durch Papst Pius XII. Errichtet ist es am 1. Januar 1958.

### Katastrophen
- 1668: Der Leopoldinische Trakt der Wiener Hofburg fällt einem Großbrand zum Opfer und brennt bis auf die Grundmauern nieder. Die kaiserliche Familie kann sich vor den Flammen retten.
- 1887: Die Côte d’Azur wird von einem starken Erdbeben getroffen, das etwa 2.000 Menschen ihr Leben kostet.
- 1967: Dem bis heute schwersten Orkan über der Deutschen Bucht und der südlichen Nordsee fallen bei Schiffsuntergängen 80 Seeleute zum Opfer, darunter die Besatzung des Helgoländer Seenotkreuzers Adolph Bermpohl. Ihnen zu Ehren erhält der Orkan vom Hamburger Seewetteramt den Namen Adolph-Bermpohl-Orkan.
- 1997: Eine Brandkatastrophe im indischen Bundesstaat Orissa hat über 100 Tote und 200 Verletzte zur Folge.
- 1999: Die Lawinenkatastrophe von Galtür in Tirol fordert 31 Menschenleben.

Kleinere Unglücksfälle sind in den Unterartikeln von Katastrophe und in der Liste von Katastrophen aufgeführt.

### Natur und Umwelt
- 1549: In Konstanz wird ein Wasserwunder am Seerhein beobachtet. Das Ereignis ist inzwischen wissenschaftlich als Seiche, eine stehende Welle, identifiziert.

### Sport
- 2008: Wladimir Klitschko gewinnt seinen Boxkampf gegen Sultan Ibragimow im Madison Square Garden in New York durch einen Punktsieg über 12 Runden und ist damit IBF/WBO-Weltmeister im Schwergewicht. Es ist die erste Titelvereinigung der beiden Boxverbände seit 1999.

Einträge von Leichtathletik-Weltrekorden befinden sich unter der jeweiligen Disziplin unter Leichtathletik.

## Geboren

### Vor dem 18. Jahrhundert
- 1133: az-Zafir, zwölfter Kalif der Fatimiden
- 1187: Peter von Portugal, Graf von Urgell
- 1322: Jan Neplach, Klosterabt, Berater Karls IV., böhmischer Chronist
- 1417: Ludwig IX., Herzog von Bayern-Landshut
- 1417: Paul II., Papst
- 1443: Matthias Corvinus, König von Ungarn und Böhmen
- 1471: Kilian Leib, humanistisch orientierter Prior im Augustiner-Chorherren-Stift Rebdorf
- 1538: Dorothea Katharina von Brandenburg-Ansbach, durch Heirat Burggräfin von Meißen
- 1539: Heinrich XI., Herzog von Liegnitz
- 1540: Hedwig von Brandenburg, Fürstin von Braunschweig-Wolfenbüttel
- 1546: François de Bourbon, Graf von Enghien,  französischer Feldherr
- 1566: Theodor Adamius, deutscher Jurist und Hochschullehrer
- 1567: Elisabeth von Braunschweig-Wolfenbüttel, Gräfin von Holstein-Schauenburg und Herzogin von Braunschweig-Harburg
- 1583: Jean-Baptiste Morin, französischer Mathematiker, Astronom und Astrologe
- 1598: Vincent Voiture, französischer Dichter und Schriftsteller
- 1605: Frans Banninck Cocq, Amsterdamer Regent
- 1606: Georg Friedrich, Graf  bzw. Fürst von Nassau-Siegen
- 1615: Nicolas Fouquet, französischer Finanzminister
- 1615: Johann Franz von Preysing, Bischof von Chiemsee
- 1622: Robert Treat, englischer Kolonist und Gouverneur der Colony of Connecticut
- 1633: Giacomo Antonio Morigia, italienischer Theologe, Erzbischof von Florenz und Kardinal

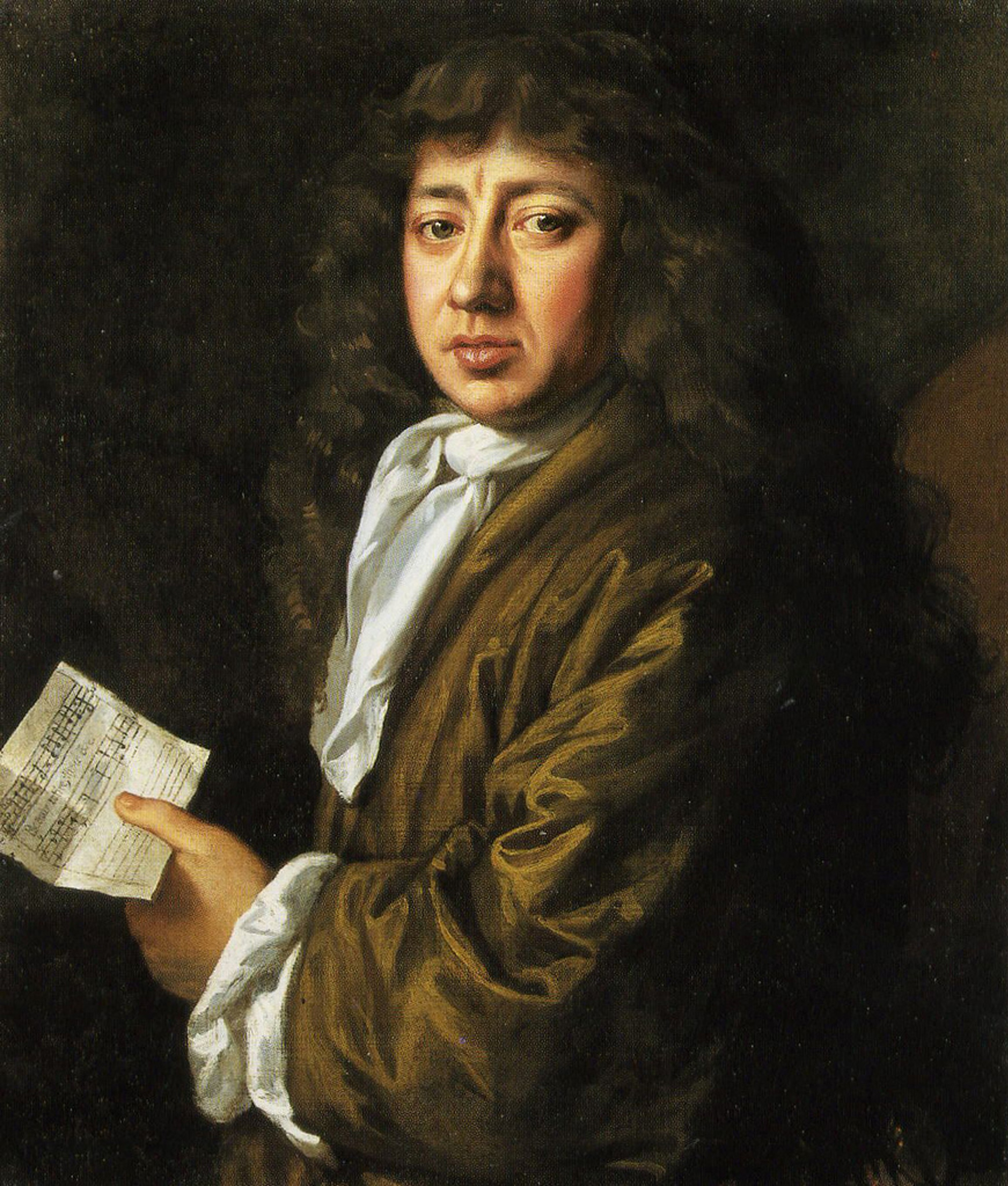
Samuel Pepys (* 1633)

- 1633: Samuel Pepys, englischer Beamter und Chronist
- 1646: Tokugawa Tsunayoshi, japanischer Shogun
- 1648: Arabella Churchill, Mätresse von Jakob II. von England
- 1649: John Blow, englischer Komponist (Taufdatum)
- 1664: Georg Dietrich Leyding, deutscher Organist und Komponist
- 1671: Johann Maximilian von Welsch, deutscher Architekt, Oberbaudirektor und Festungsbaumeister
- 1682: Christian, Herzog von Sachsen-Weißenfels und Fürst von Sachsen-Querfurt
- 1685: Georg Friedrich Händel, deutsch-britischer Komponist des Barocks
- 1698: Anna Catharina vom Büchel, zionitische Prophetin, von ihren Anhängern als Zionsmutter verehrt

### 18. Jahrhundert
- 1707: Matthias Faller, deutscher Klosterbildhauer und Holzschnitzer
- 1712: Johann Gottfried Brendel, deutscher Mediziner
- 1732: Elisabeth Sulzer, Winterthurer Patrizierin
- 1736: Johann Heinrich Vincent Nölting, deutscher Theologe und Philosoph
- 1744: Josiah Quincy II, amerikanischer Rechtsanwalt
- 1744: Mayer Amschel Rothschild, deutscher Bankier
- 1745: Iwan Jegorowitsch Starow, russischer Architekt
- 1749: Elisabeth Mara, deutsche Opernsängerin
- 1750: Johann Wilhelm Bartsch, deutscher Pädagoge, Universalgelehrter und Gutsbesitzer
- 1750: Katharina von Holstein-Beck, deutsche Adelige
- 1751: Henry Dearborn, US-amerikanischer Arzt, Politiker und Offizier
- 1754: Johann David August von Apell, deutscher Komponist, Schriftsteller, Theaterdirektor und geheimer Kammerrat
- 1757: Magdalena Pauli, in Altona lebende Philanthropin
- 1762: Johanna Antoni, deutsche Schriftstellerin
- 1766: Christoph Arentz, deutscher Benediktiner-Pater und Naturwissenschaftler

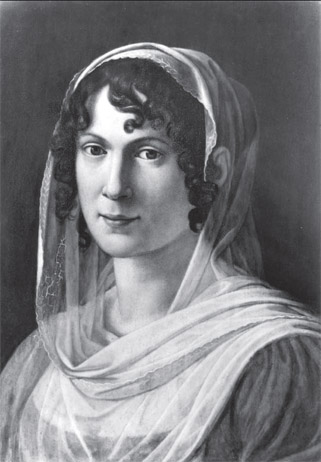
Caroline von Humboldt (* 1766)

- 1766: Caroline von Humboldt, deutsche Adelige und Gattin von Wilhelm von Humboldt
- 1769: Pauline Christine Wilhelmine zur Lippe, Regentin des deutschen Fürstentums Lippe
- 1770: Friedrich Philipp Wilmsen, deutscher reformierter Theologe und Pädagoge
- 1773: Daniel Heinrich Delius, preußischer Regierungspräsident
- 1776: Johann David Gruschwitz, schlesischer Weber und Industrieller
- 1776: John Walter, britischer Inhaber und Herausgeber der The Times
- 1777: Gottfried Fleischmann, deutscher Mediziner und Hochschullehrer
- 1779: Johann Kaspar Aiblinger, deutscher Komponist und Kapellmeister
- 1782: John Wilson Campbell, US-amerikanischer Richter und Politiker, Mitglied des Repräsentantenhauses für Ohio
- 1782: Johann Baptist Emanuel Pohl, österreichischer Botaniker
- 1786: Ferdinand Wilhelm Franz Bolstern von Boltenstern, preußischer Offizier
- 1787: José Lúcio Travassos Valdez, portugiesischer Politiker
- 1789: Friedrich von Aschoff, preußischer Generalleutnant
- 1792: José Joaquín de Herrera, mexikanischer Präsident und Offizier
- 1799: Heinrich Friedrich von Itzenplitz, preußischer Staatsmann, Naturwissenschaftler und Jurist
- 1800: Adelheid von Anhalt-Bernburg-Schaumburg-Hoym, Prinzessin von Anhalt-Bernburg-Schaumburg-Hoym, Erbprinzessin zu Lübeck und Prinzessin zu Holstein-Oldenburg

### 19. Jahrhundert

#### 1801 bis 1850
- 1802: Karl Eduard Arnd, deutscher Geschichtsschreiber
- 1802: Joseph Lebourgeois, französischer Komponist
- 1802: Andreas Zelinka, Bürgermeister von Wien

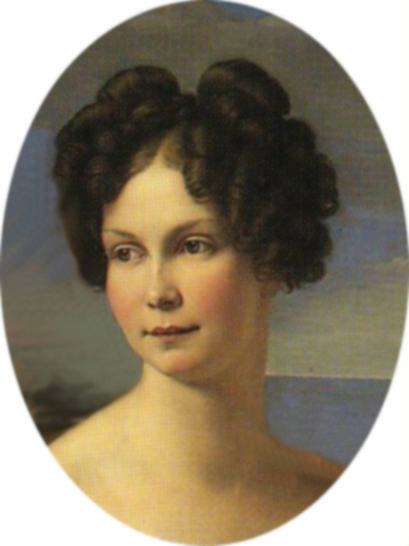
Alexandrine von Preußen (* 1803)

- 1803: Alexandrine von Preußen, Großherzogin von Mecklenburg-Schwerin
- 1803: Johann August Sutter, Schweizer Kaufmann und Gründer von Neu-Helvetien
- 1805: Peter Jakob Felber, Schweizer Mediziner, Journalist und Politiker
- 1806: Manfredo Fanti, italienischer General
- 1807: Karl Mathias Rott, österreichischer Komiker
- 1810: George Westermann, deutscher Verleger und Verlagsgründer
- 1812: Fischel Arnheim, deutscher Politiker und Jurist, MdL

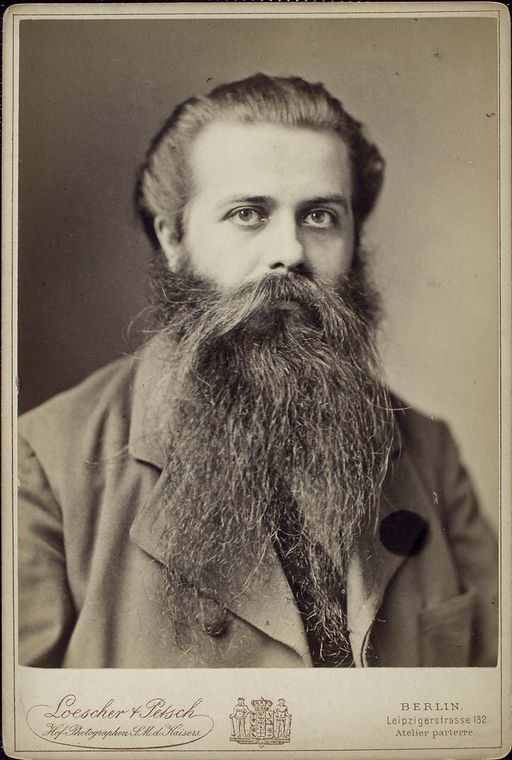
Eduard von Hartmann (* 1842)

- 1813: Franz Delitzsch, deutscher Theologe und Professor
- 1813: Ferdinand Stadler, Schweizer Architekt
- 1815: Franz Antoine, österreichischer Botaniker
- 1815: Joséphin Soulary, französischer Dichter
- 1818: Gustav Jahn, deutscher Volksschriftsteller, Dichter und Bürgermeister
- 1820: David Kalisch, deutscher Schriftsteller, Mitgründer des Kladderadatsch
- 1820: Jakob Stämpfli, Schweizer Politiker
- 1821: Amos T. Akerman, US-amerikanischer Politiker
- 1823: Adolph Kullak, deutscher Pianist und Musikschriftsteller
- 1827: Raffaele Monaco La Valletta, italienischer Kurienkardinal
- 1834: Gustav Nachtigal, deutscher Afrikaforscher
- 1837: Paul André, Schweizer Politiker
- 1838: Johanna Willborn, deutsche Pädagogin und Schriftstellerin
- 1840: Carl Menger, österreichischer Ökonom
- 1842: Eduard von Hartmann, deutscher Philosoph
- 1845: Karl Wilhelm Augustin, deutscher Gymnasiallehrer und Entomologe
- 1847: Franz Peterelli, Schweizer Landwirt, Jurist und Politiker
- 1850: César Ritz, Schweizer Hotelier
- 1850: William Allan, britischer Maler
- 1850: Adele Rautenstrauch, deutsche Mäzenatin und Stifterin

#### 1851 bis 1900

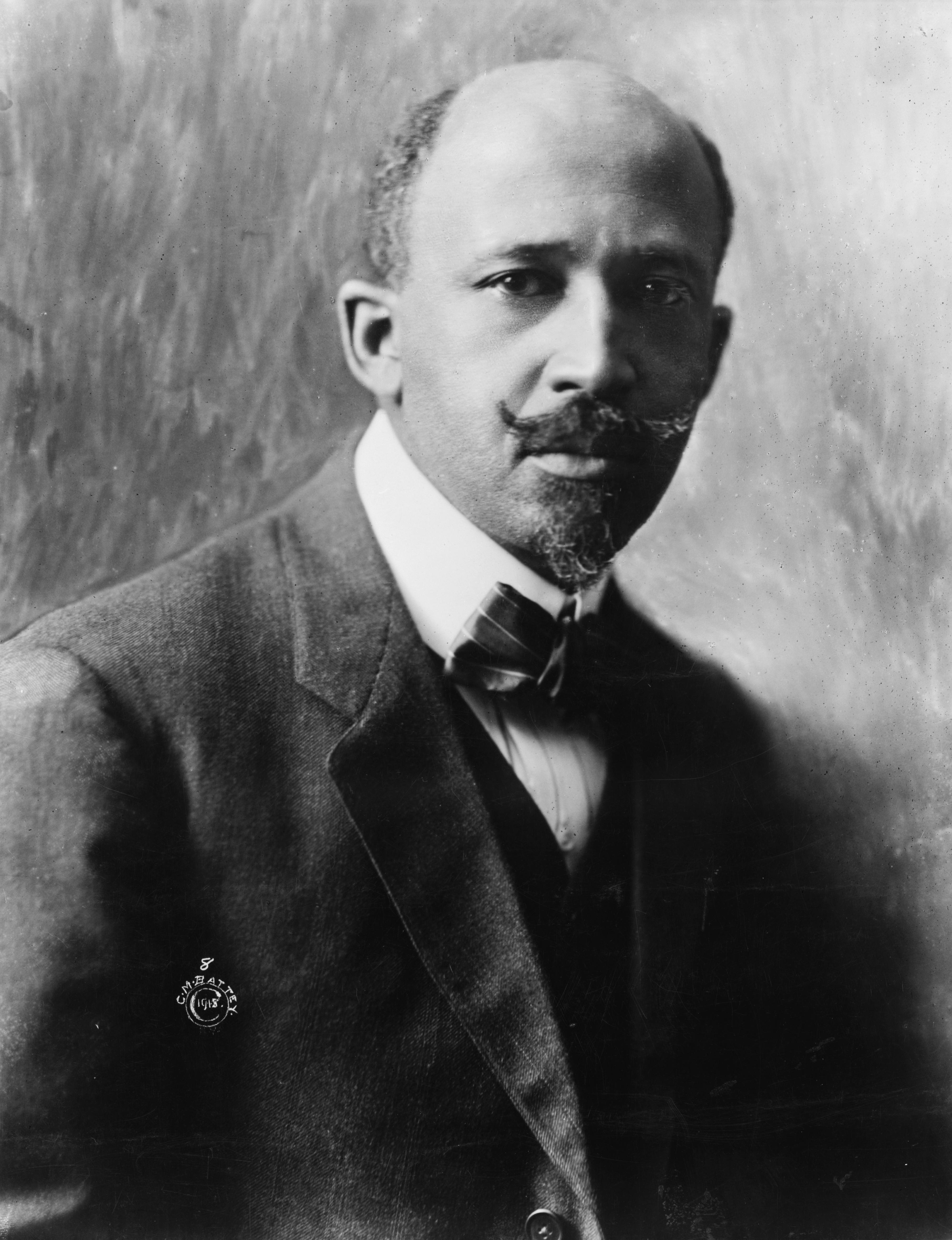
W. E. B. Du Bois (* 1868)

Hans von Kahlenberg (Helene von Monbart) (* 1870)

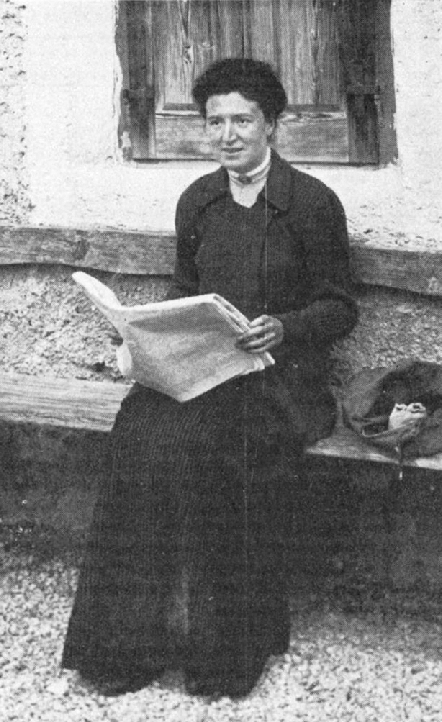
Agnes Arber (* 1879)

- 1852: Dục Đức, fünfter Kaiser der vietnamesischen Nguyễn-Dynastie
- 1858: Johann Peter, österreichischer Schriftsteller
- 1860: William Louis Abbott, US-amerikanischer Arzt, Naturforscher und Ornithologe
- 1860: Margarethe von Bülow, deutsche Schriftstellerin
- 1863: Luigi Capotosti, italienischer Priester, Bischof von Modigliana und Kurienkardinal
- 1863: Franz von Stuck, deutscher Maler und Bildhauer
- 1864: Wilhelm Streitberg, deutscher Indogermanist
- 1865ː Elsa Bruckmann, Münchner Salonnière, Gönnerin Adolf Hitlers
- 1868: Henry Bergman, US-amerikanischer Schauspieler
- 1868: W. E. B. Du Bois, US-amerikanisch-ghanaischer Bürgerrechtler, Soziologe, Philosoph, Journalist und Pazifist
- 1870: Franz Andreß, deutscher Lehrer und Heimatforscher
- 1870: Gertrud Jungnickel, deutsche Porträtmalerin
- 1870: Hans von Kahlenberg, deutsche Schriftstellerin
- 1873: Liang Qichao, chinesischer Journalist, Gelehrter, Reformist in der Qing-Dynastie
- 1873: Édouard Risler, französischer Pianist
- 1873: Jean-Jacques Waltz, alias Hansi, deutsch-französischer Grafiker und Heimatforscher aus dem Elsass
- 1874: Albert Michael Koeniger, deutscher Kirchenhistoriker und Kanonist
- 1874: Gustav Weindorfer, österreichisch-australischer Farmer, Naturforscher, Resortbetreiber und Ranger
- 1876: Camille Couture, kanadischer Violinist, Musikpädagoge und Geigenbauer
- 1876ː Hedwig-Alice Lotter-Schmidt, Schweizer Journalistin und Schriftstellerin
- 1878: Otto Schubert, deutscher Architekt und Hochschullehrer
- 1879: Agnes Arber, englische Botanikerin
- 1879: Kasimir Sewerinowitsch Malewitsch, ukrainisch-russischer Maler (Russische Avantgarde, Konstruktivismus, Suprematismus)
- 1879: Gustav Oelsner, deutscher Architekt und Stadtplaner
- 1882: B. Traven, deutscher Schriftsteller
- 1882: Ladislav Vycpálek, tschechischer Komponist
- 1883: Adolf II., Fürst zu Schaumburg-Lippe
- 1883: Ludwig Bergsträsser, deutscher Politiker, Historiker, Politikwissenschaftler und Archivar, MdR, MdL, MdB

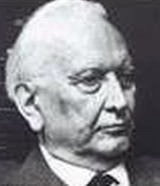
Karl Jaspers (* 1883)

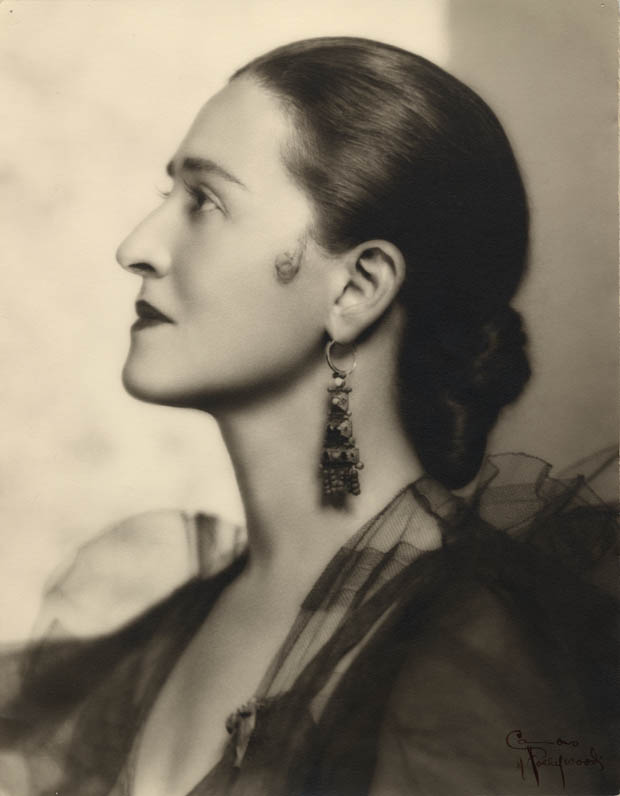
Sarah Fischer (* 1896)

- 1883: Karl Jaspers, deutsch-schweizerischer Psychiater und Philosoph
- 1883: Otto Nuschke, deutscher Politiker und stellvertretender Ministerpräsident der DDR
- 1884: Casimir Funk, polnischer Biochemiker
- 1885: Walter Schaub, Schweizer Politiker und Heimatkundler
- 1886: Gustav Abb, deutscher Bibliothekar
- 1886: Kasia von Szadurska, deutsche Malerin und Grafikerin des Expressionismus und der Neuen Sachlichkeit
- 1887: Hermann Asmus, deutscher Filmarchitekt und Theatermaler
- 1887: Oskar Lindberg, schwedischer Komponist
- 1888: Josef Eichheim, deutscher Schauspieler
- 1888: Wilhelm Ernst, deutscher Geologe, Mineraloge und Paläontologe
- 1888: Edith Marcus, deutsche Malerin, Opfer der Shoah
- 1889: Victor Fleming, US-amerikanischer Filmregisseur
- 1890: Werner Paeckelmann, deutscher Geologe und Paläontologe
- 1891: Kurata Hyakuzō, japanischer Schriftsteller
- 1895: Kyriena Siloti, US-amerikanische Musikpädagogin
- 1896: Sarah Fischer, kanadische Sängerin und Musikpädagogin
- 1896: Heribert Fischer-Geising, deutscher Maler und Zeichner
- 1896: Herbert Weichmann, deutscher Politiker, MdL, Senator, Erster Bürgermeister von Hamburg
- 1899: Vitaly Viktor Chaim Arlosoroff, russischer Politiker
- 1899: Erich Kästner, deutscher Schriftsteller, Drehbuchautor und Kabarettist
- 1899: Elisabeth Langgässer, deutsche Schriftstellerin
- 1899: Norman Taurog, US-amerikanischer Filmregisseur

### 20. Jahrhundert

#### 1901 bis 1925
- 1901: Edgar Ende, deutscher Maler
- 1902: Ludwig Frederick Audrieth, US-amerikanischer Chemiker
- 1902: Tiny Feather, US-amerikanischer American-Football-Spieler
- 1902: Allan Gray, österreichisch-britischer Komponist

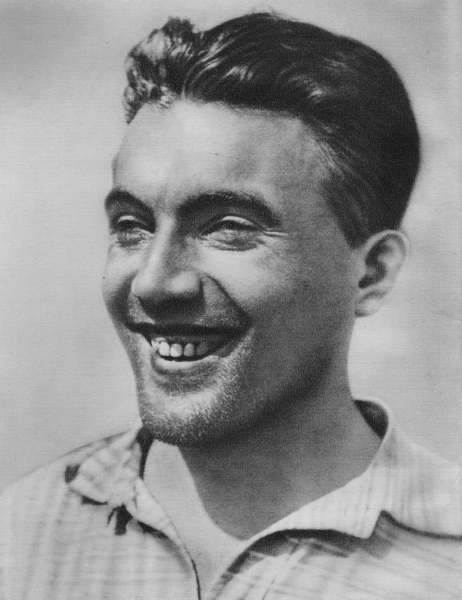
Julius Fučík (* 1903)

- 1903: Julius Fučík, tschechischer Schriftsteller, Journalist und Kulturpolitiker
- 1904: George Docking, US-amerikanischer Politiker
- 1904: Leopold Trepper, polnischer Kommunist, Widerstandskämpfer und Publizist
- 1905: Richard Czaya, deutscher Schachfunktionär und Schachspieler
- 1905: Herbert Fromm, deutsch-US-amerikanischer Organist, Dirigent und Komponist
- 1905: Ludwig Gehm, deutscher Politiker, Widerstandskämpfer, Aufklärer über den Nationalsozialismus
- 1905: Leonidas Zoras, griechischer Komponist
- 1906: Josef Hrubý, tschechoslowakischer Architekt
- 1906: Sámal Joensen-Mikines, färöischer Maler
- 1906: Alexander Arturowitsch Rou, sowjetischer Filmregisseur und Drehbuchautor
- 1906: Eduard Schick, Bischof von Fulda
- 1907: Hans-Jürgen Graf von Blumenthal, deutscher Offizier, Widerstandskämpfer des 20. Juli 1944
- 1908: Albert Leidmann, deutscher Boxer
- 1908: William McMahon, australischer Premierminister
- 1912: Aenne Brauksiepe, deutsche Politikerin, Vorsitzende der Frauenunion, MdB, Bundesministerin
- 1913: Salvador Artigas, spanischer Fußballspieler und -trainer
- 1914: Theofiel Middelkamp, niederländischer Radsportler
- 1915: Noma Hiroshi, japanischer Schriftsteller
- 1915: Heinrich Schirmbeck, deutscher Schriftsteller
- 1915: Paul Tibbets, US-amerikanischer Pilot, Leiter des Atombombenabwurfs über Hiroshima
- 1916: Franz Adis, deutscher Politiker
- 1916: George Abel, kanadischer Eishockeyspieler
- 1917: Eta Tyrmand, belarussische Komponistin, Pianistin und Hochschullehrerin
- 1917: Herbert Wunsch, österreichischer Tischtennisspieler
- 1918: Ernst Hildebrand, deutscher Komponist und Musiker
- 1919: Anna Maria Strackerjan, deutsche Bildhauerin
- 1920: Anton Wladimirowitsch Antonow-Owsejenko, russischer Historiker und Dissident

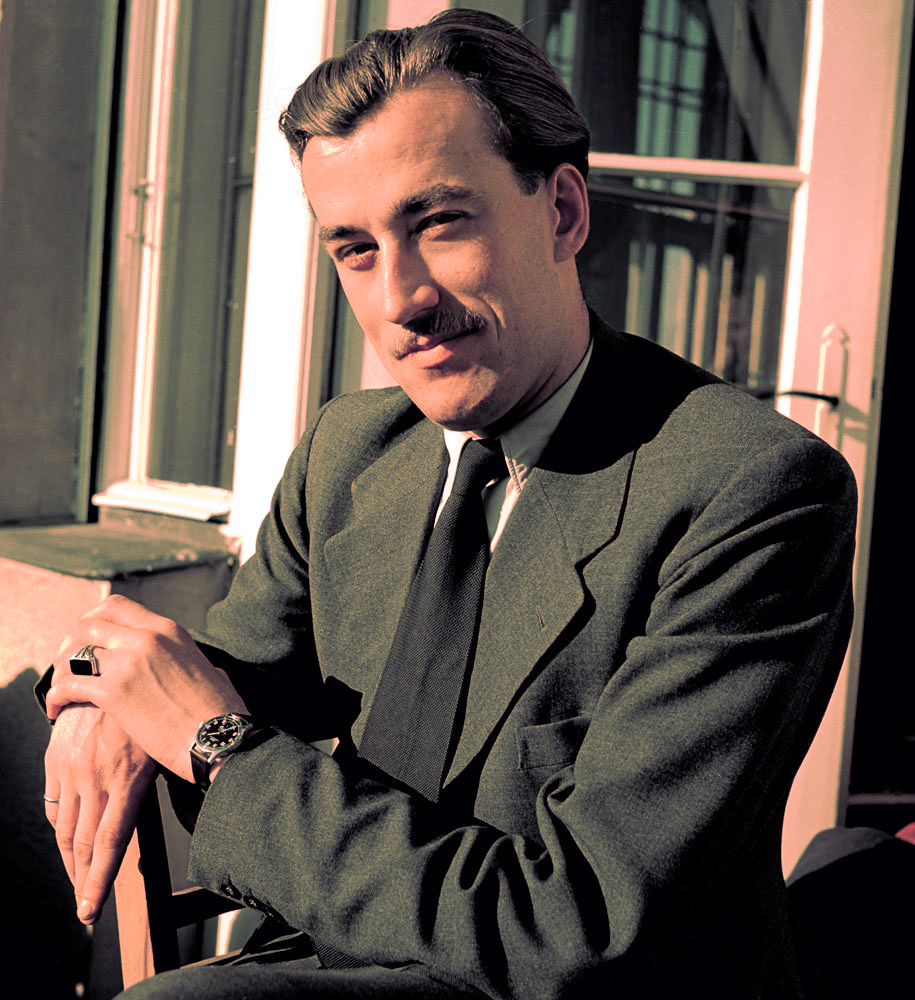
Walter E. Lautenbach (* 1920)

- 1920: Walter E. Lautenbacher, deutscher Modefotograf, gilt als Begründer des Berufsstands des Fotodesigners
- 1920: Hall Overton, US-amerikanischer Jazzmusiker
- 1921: Adulf Peter Goop, Liechtensteiner Rechtsberater, Heimatkundler und Mäzen
- 1922: Rudolf Arzinger, deutscher Völkerrechtler und Jurist
- 1922ː Ilse Hollweg, deutsche Sopranistin
- 1923: Rafael Addiego Bruno, uruguayischer Anwalt und Jurist
- 1923: Dante Lavelli, US-amerikanischer American-Football-Spieler
- 1923: Dhora Leka, albanische Komponistin, Partisanin und politische Gefangene
- 1923: Moritz Mebel, deutscher Mediziner
- 1924: Lejaren Hiller, US-amerikanischer Komponist
- 1924: Alexander Kerst, deutscher Schauspieler
- 1924: Richard Kittler, österreichischer Komponist
- 1924: Ladislav Kubeš, tschechischer Komponist, Arrangeur und Musiker
- 1924: Claude Sautet, französischer Drehbuchautor und Filmregisseur

#### 1926 bis 1950
- 1926: Wolfgang Arps, deutscher Schauspieler
- 1927: Robert N. Bellah, US-amerikanischer Soziologe
- 1927: Werner Dolata, deutscher Politiker, MdA, MdB
- 1927: Ivan Hrušovský, slowakischer Komponist, Musikwissenschaftler und Musikpädagoge
- 1927: Willie Ormond, schottischer Fußballspieler und -trainer
- 1928: Hans Herrmann, deutscher Automobilrennfahrer

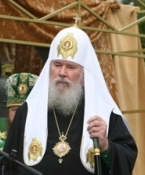
Alexius II. (* 1929)

- 1929: Alexius II., Patriarch von Moskau und ganz Russland
- 1929: Thorsten Andersson, schwedischer Mediävist, Linguist und Namenforscher
- 1929: Wolfgang Junker, deutscher Politiker, Minister für Bauwesen der DDR
- 1929: Herbert Mies, deutscher Politiker, Vorsitzender der DKP
- 1930: Harry Boldt, deutscher Dressurreiter
- 1930: Jef Geeraerts, belgischer Krimi-Schriftsteller
- 1930: Ignaz Kiechle, deutscher Landwirt und Politiker, MdB, Bundesminister
- 1930: Gorō Shimura, japanisch-US-amerikanischer Mathematiker
- 1931: Carl Ewen, deutscher Politiker, MdB
- 1931: Gustav-Adolf Schur, deutscher Radrennfahrer, einer der bekanntesten Sportler der DDR, Politiker, MdB
- 1931: Tom Wesselmann, US-amerikanischer Maler
- 1932: Majel Barrett, US-amerikanische Schauspielerin
- 1932: Hansheiri Dahinden, Schweizer Politiker und Liedermacher
- 1932: Inge Sargent, österreichisch-amerikanische Autorin
- 1933: Heinz Kratochwil, österreichischer Komponist
- 1933: Oskar Roth, deutscher Basketball- und Handballspieler
- 1934: Nele Hertling, deutsche Theaterdirektorin
- 1935: Rostom Abaschidse, sowjetischer Ringer
- 1935: Alexander Deichsel, deutscher Soziologe
- 1936: Federico Luppi, argentinischer Film- und Theaterschauspieler
- 1936: Siegfried Valentin, deutscher Leichtathlet
- 1937: Marc Bleuse, französischer Komponist und Musikpädagoge
- 1938: Jiří Menzel, tschechischer Regisseur
- 1938: Paul Morrissey, US-amerikanischer Filmregisseur
- 1938: Diane Varsi, US-amerikanische Schauspielerin
- 1938: Wilson Simonal, brasilianischer Sänger
- 1939: Denis Arndt, US-amerikanischer Fernseh- und Filmschauspieler
- 1940: Peter Fonda, US-amerikanischer Schauspieler und Filmregisseur
- 1940: Otto Kretschmer, deutscher Jurist und Politiker
- 1940: Heinz-Werner Nörenberg, deutscher Altphilologe
- 1940: Werner Salevsky, deutscher Endurosportler
- 1940: Jackie Smith, US-amerikanischer American-Football-Spieler
- 1942: Dennis Aase, US-amerikanischer Automobilrennfahrer und Rennstallbesitzer
- 1942: Selim Bešlagić, bosnischer Politiker
- 1942: Fernanda Seno, portugiesische Dichterin
- 1943: Manfred Carstens, deutscher Politiker, MdB
- 1943: Ute Georgi, deutsche Politikerin
- 1943: Gerd Höfer, deutscher Politiker, MdB

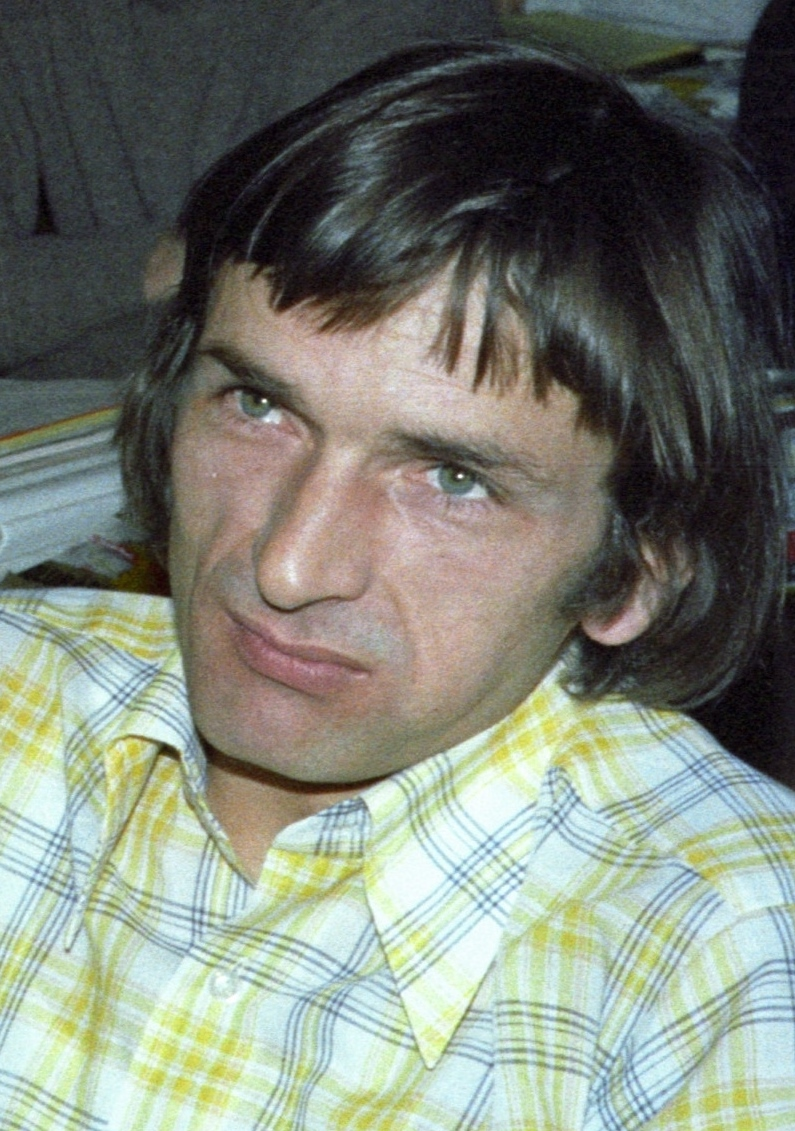
Christian Schmidt (* 1943)

- 1943: Christian Schmidt, deutscher Politiker, MdB
- 1943: Uwe Zerbe, deutscher Schauspieler
- 1944: Karin Achatz, österreichische Politikerin
- 1944: Bernard Cornwell, britischer Schriftsteller
- 1944: Florian Fricke, deutscher Elektronikmusik-Pionier
- 1944: Gerhard Neukum, deutscher Planetenforscher
- 1944: John Sandford, US-amerikanischer Schriftsteller
- 1944: Johnny Winter, US-amerikanischer Blues-Gitarrist
- 1945: Ludo Dielis, belgischer Karambolagespieler
- 1945ː Swetlana Gerassimenko, sowjetische und tadschikische Astronomin
- 1945: Robert Gray, australischer Dichter

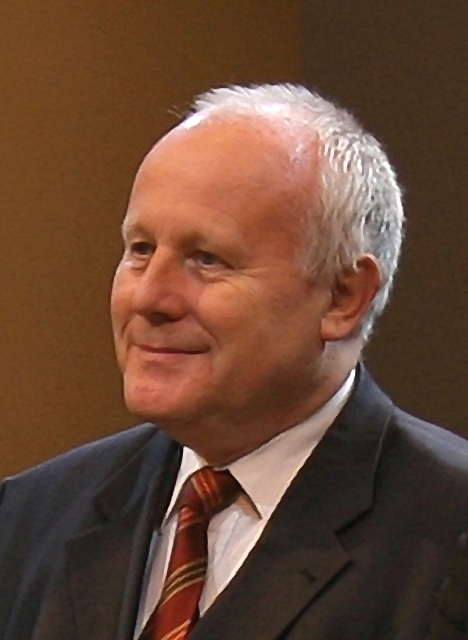
Georg Milbradt (* 1945)

- 1945: Georg Milbradt, deutscher Politiker, MdL, Landesminister, Ministerpräsident des Freistaates Sachsen
- 1946: Anatoli Andrejewitsch Banischewski, sowjetischer Fußballspieler
- 1946: Peter Casagrande, deutscher Maler
- 1946: Bodo H. Hauser, deutscher Journalist und Moderator
- 1947: Rodrigo Arocena, uruguayischer Mathematiker, Hochschullehrer, Journalist und Publizist
- 1947: Hartmut Golze, deutscher Jurist
- 1947: Boris Georgijewitsch Kusnezow, sowjetischer Boxer, Olympiasieger
- 1947: Anton Mosimann, Schweizer Koch
- 1947: Wolfgang Patzelt, deutscher Kaufmann, Unternehmer und Manager
- 1947: Gisa Pauly, deutsche Schriftstellerin
- 1948: Steve Priest, britischer Bassist (The Sweet)
- 1948: Waltraud Roick, deutsche Ruderin
- 1949: César Aira, argentinischer Schriftsteller und Übersetzer
- 1949: Hans Hollenstein, Schweizer Politiker
- 1949: Bruno Saby, französischer Rallyefahrer
- 1950: Jean-Herbert Austin, haitianischer Fußballspieler
- 1950: Klaus Brasch, deutscher Schauspieler
- 1950: Michel Meynaud, französischer Musiker

#### 1951 bis 1975
- 1951: Eddie Dibbs, US-amerikanischer Tennisspieler
- 1951: Ed Jones, US-amerikanischer American-Football-Spieler
- 1951: Minato Kawamura, japanischer Literatur- und Kulturwissenschaftler

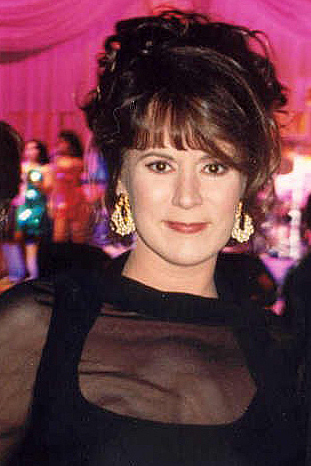
Patricia Richardson (* 1951)

- 1951: Patricia Richardson, US-amerikanische Schauspielerin
- 1951: Bertico Sosa, dominikanischer Komponist, Arrangeur und Pianist
- 1952: Sören Åkeby, schwedischer Fußballtrainer
- 1952: Peter Ammon, deutscher Diplomat
- 1952: Brad Whitford, US-amerikanischer Musiker
- 1952: Stefan Winghart, deutscher prähistorischer Archäologe, Denkmalpfleger und Landeskonservator
- 1952: Knud Wollenberger, deutschsprachiger Lyriker dänischer Nationalität
- 1953: Satoru Nakajima, japanischer Automobilrennfahrer
- 1954: Wiktor Juschtschenko, ukrainischer Staatspräsident
- 1954: Hlib Lonchyna, US-amerikanischer Bischof, Exarch von Großbritannien
- 1954: Tom Peyer, US-amerikanischer Comicautor
- 1954: Gundula Schulze Eldowy, deutsche Fotografin
- 1955: Barbara Bürer, Schweizer Hörfunk- und Fernsehmoderatorin, Reporterin und Redaktorin
- 1955: Howard Jones, britischer Musiker
- 1955: Guadalupe Pineda, mexikanische Sängerin
- 1955: Flip Saunders, US-amerikanischer Basketballtrainer
- 1956: Sam Auinger, österreichischer Komponist und Klangkünstler

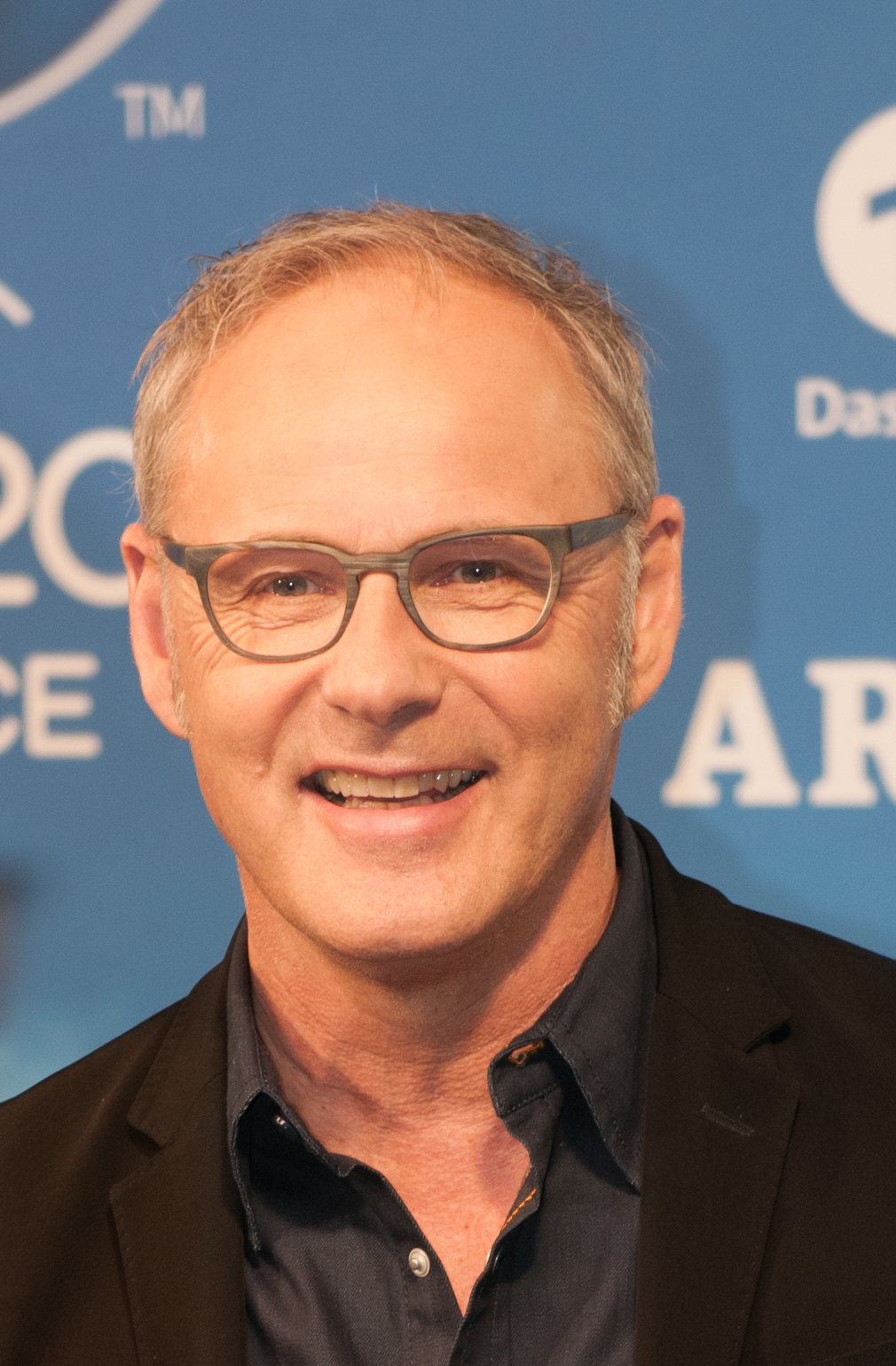
Reinhold Beckmann (* 1956)

- 1956: Reinhold Beckmann, deutscher Fernsehmoderator und Fußballkommentator
- 1956: Sabine Sauer, deutsche Fernsehmoderatorin und Journalistin
- 1957: Melanie Molitor, Tschechisch-Schweizer Tennistrainerin
- 1957: Andreas Schockenhoff, deutscher Politiker, MdB
- 1958: Richie Arndt, deutscher Blues- und Rockmusiker
- 1958: David Sylvian, britischer Songwriter und Sänger, Keyboarder und Gitarrist
- 1959: Clayton Anderson, US-amerikanischer Astronaut
- 1959: Giorgio Ascanelli, italienischer Ingenieur
- 1959: Jürgen Friedl, deutscher Fußballspieler
- 1959: Karin Wolff, deutsche Politikerin, MdL, Landesministerin
- 1960: Kate Davis, US-amerikanische Dokumentarfilmerin
- 1960: Lutz Herkenrath, deutscher Schauspieler
- 1960: Gloria von Thurn und Taxis, deutsche Unternehmerin
- 1960: Naruhito, Tenno (Kaiser) von Japan, Sohn von Tenno Akihito
- 1961: Yohannes Haile-Selassie, äthiopischer Paläoanthropologe
- 1962: Ralph Pitchford, südafrikanischer Endurosportler und Rallye-Navigator

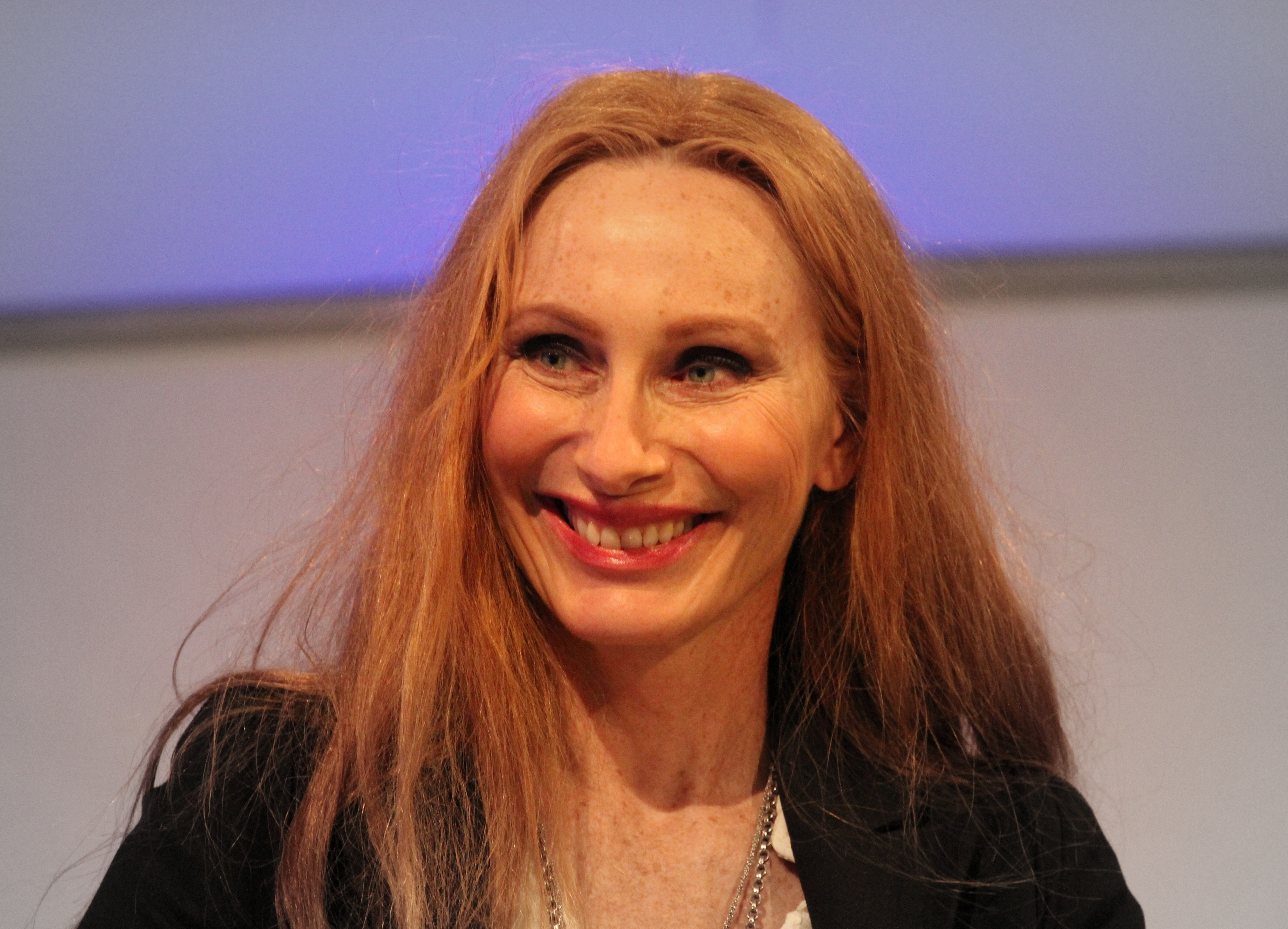
Andrea Sawatzki (* 1963)

- 1963: Andrea Sawatzki, deutsche Schauspielerin
- 1963: Radosław Sikorski, polnischer Politiker und Journalist
- 1964: James Clark, britischer Informatiker
- 1964: Peter Kox, niederländischer Automobilrennfahrer
- 1964: John Norum, schwedischer Gitarrist (Europe)
- 1964: Miroslava Ritskiavitchius, deutsche Handballspielerin
- 1964: Christian Tiemann, deutscher Beachvolleyballspieler
- 1965: Stephan Detjen, deutscher Journalist, Chefkorrespondent des Deutschlandradio
- 1965: Michael Dell, US-amerikanischer Unternehmer, Gründer des PC-Herstellers Dell Inc.
- 1965ː Annette Menting, deutsche Architektin, Architekturhistorikerin und Hochschullehrerin
- 1965: Tim Mudde, niederländischer Rechtsextremist
- 1965: Helena Suková, tschechoslowakische Tennisspielerin
- 1966ː Sonja Wiesmann, Schweizer Politikerin (SP)
- 1967: Norbert Pietralla, deutscher Kernphysiker
- 1967: Tetsuya Asano, japanischer Fußballspieler und -trainer
- 1967: Margit Auer, deutsche Journalistin und Schriftstellerin
- 1967: Chris Vrenna, US-amerikanischer Musikproduzent, Schlagzeuger und Toningenieur
- 1968: Justin Bell, britischer Automobilrennfahrer
- 1968: Sonya Hartnett, australische Schriftstellerin
- 1968: Hiroki Katō, japanischer Automobilrennfahrer
- 1969: Michael Campbell, neuseeländischer Golfspieler
- 1969: Yūji Hirayama, japanischer Speed- und Extrem-Kletterer

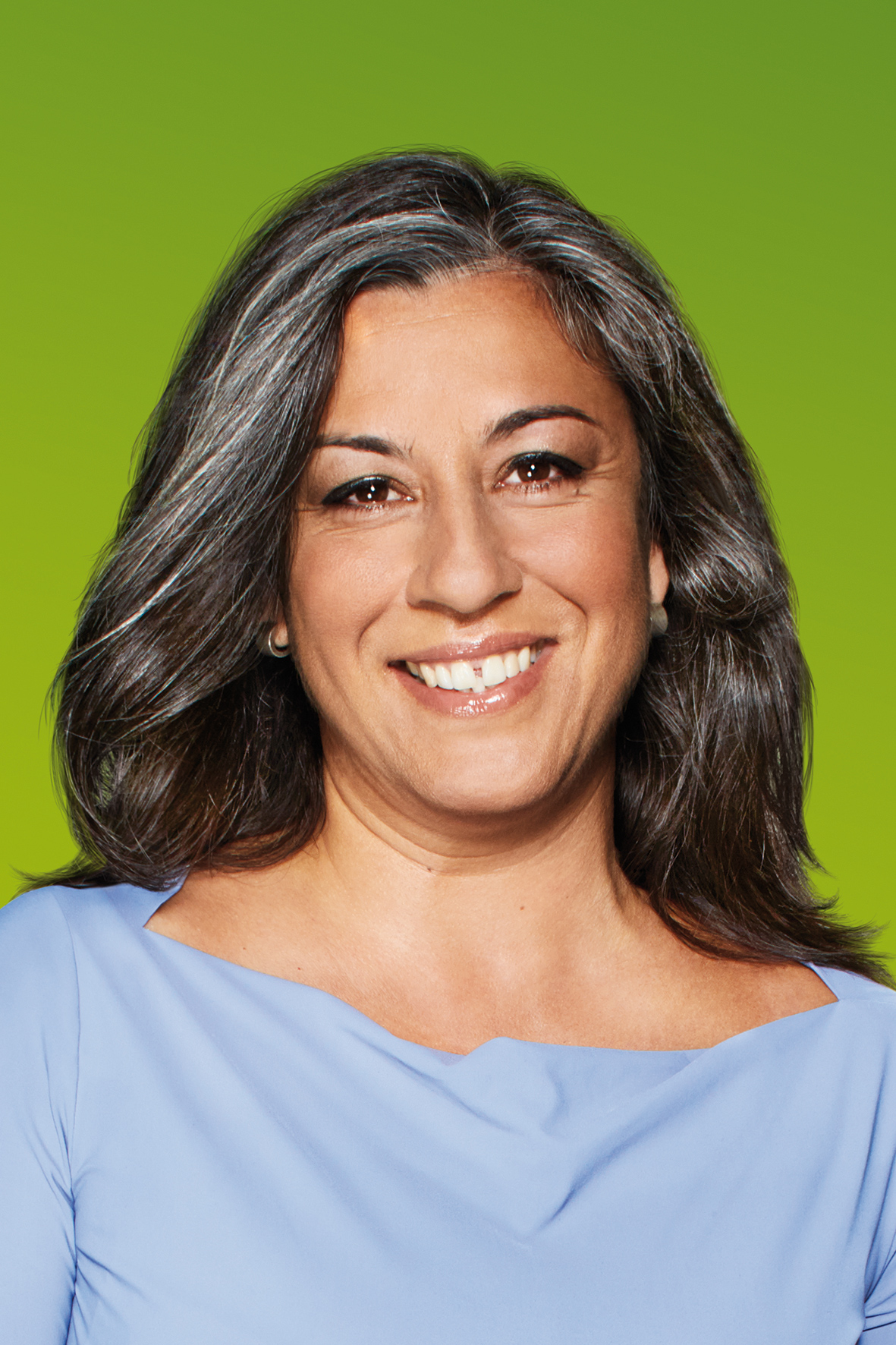
Maria Vassilakou (* 1969)

- 1969: Maria Vassilakou, österreichische Politikerin
- 1970: Nathalie Arthaud, französische Politikerin
- 1970: Marie-Josée Croze, kanadische Schauspielerin
- 1970: Nikola Lutz, deutsche Komponistin und Saxophonistin
- 1971: Marco Arzilli, san-marinesischer Politiker
- 1971: Edzard Hüneke, deutscher Sänger (Wise Guys)
- 1971: André Stade, deutscher Schlagersänger
- 1972: Ina Dietz, deutsche Journalistin und TV-Moderatorin
- 1975: Wilfred Kibet Kigen, kenianischer Marathonläufer

#### 1976 bis 2000
- 1976: Kelly Macdonald, britische Schauspielerin
- 1976: Víctor, spanischer Fußballspieler
- 1977: Ayhan Akman, türkischer Fußballspieler
- 1977: Kristina Šmigun-Vähi, estnische Skilangläuferin
- 1977: Ilona Teimurasowa, deutsche Konzertpianistin und Musikpädagogin
- 1978: Mike Aigroz, Schweizer Triathlet und Duathlet
- 1978: Lars Klingbeil, deutscher Politiker, MdB
- 1978: Dan Snyder, kanadischer Eishockeyspieler
- 1979: Peninah Jerop Arusei, kenianische Langstreckenläuferin
- 1980: Hannes Jón Jónsson, isländischer Handballspieler
- 1980: Kim Kyung-roul, südkoreanischer Karambolagespieler
- 1981: Gareth Barry, englischer Fußballspieler

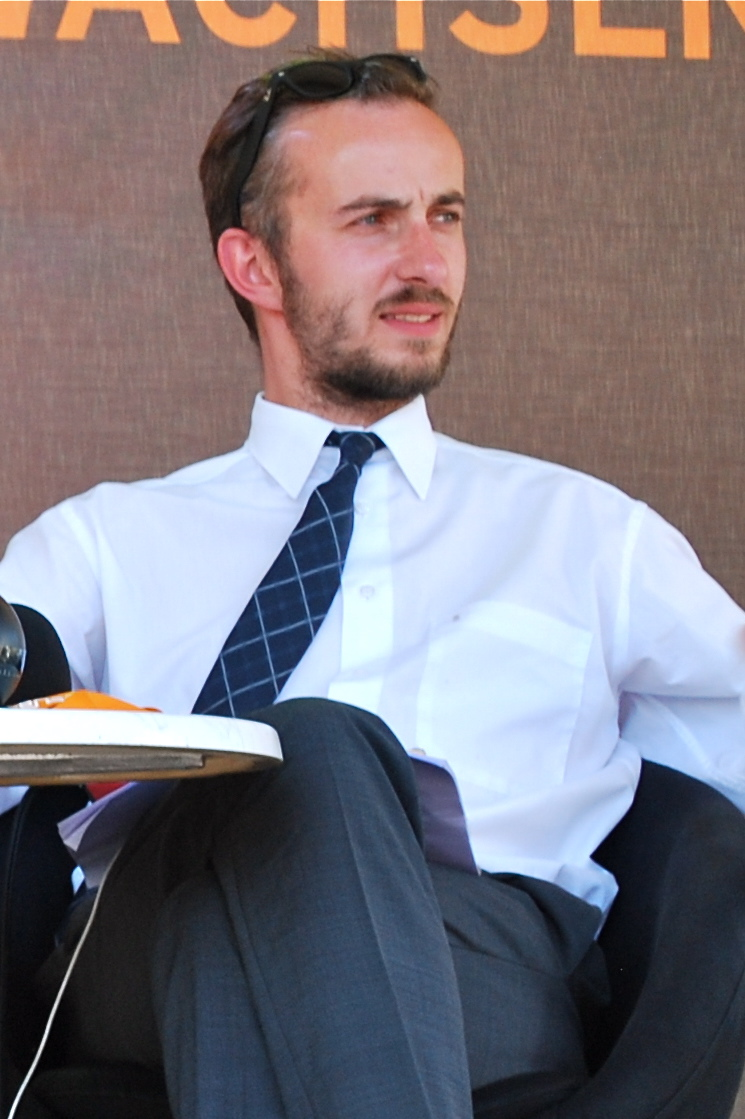
Jan Böhmermann (* 1981)

- 1981: Jan Böhmermann, deutscher Satiriker, Radio- und Fernsehmoderator, Autor, Produzent, Musiker und Journalist
- 1981: Christian Schöne, deutscher Handballspieler
- 1983: Ahmed Hossam, ägyptischer Fußballspieler
- 1983: Aziz Ansari, US-amerikanischer Comedian und Schauspieler
- 1983: Jens Baumbach, deutscher Handballspieler
- 1983: Mirco Bergamasco, italienischer Rugbyspieler
- 1983: Emily Blunt, britische Schauspielerin
- 1983: Simon Eder, österreichischer Biathlet
- 1984: Cédric Makiadi, kongolesisch-deutscher Fußballspieler
- 1984: Jeong Yu-mi, südkoreanische Schauspielerin
- 1985: Emily Cox, britisch-irische Schauspielerin
- 1986: Samwel Owikowitsch Aslanjan, russischer Handballspieler
- 1986: Bertrand Baguette, belgischer Rennfahrer
- 1986: Rahel Frey, Schweizer Automobilrennfahrerin
- 1986: Skylar Grey, US-amerikanische Sängerin, Songschreiberin und Musikproduzentin
- 1987: Ab-Soul, US-amerikanischer Rapper
- 1987: Vitaliy Denisov, usbekischer Fußballspieler
- 1987: Sara Fazilat, deutsche Schauspielerin
- 1987: Theophilus London, US-amerikanischer Rapper und Produzent
- 1988: Inga Stöckel, deutsche Feldhockeyspielerin
- 1988: Nicolás Gaitán, argentinischer Fußballspieler
- 1988: Dennis Riemer, deutscher Fußballspieler
- 1989: Ahmed Akaïchi, tunesischer Fußballspieler
- 1989: Matthias Haeder, deutscher Fußballspieler
- 1989: Haley Louise Jones, britische Schauspielerin
- 1989: Ian McAndrew, australischer Fußballspieler
- 1991: Chris Wolf, deutscher Fußballspieler
- 1992: Casemiro, brasilianischer Fußballspieler
- 1992: Jaëla Probst, deutsche Schauspielerin

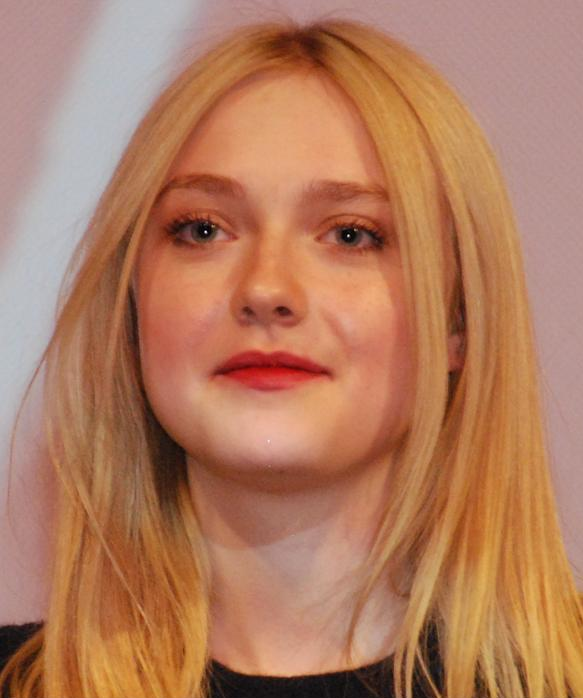
Dakota Fanning (* 1994)

- 1994: Dakota Fanning, US-amerikanische Schauspielerin
- 1994: Rona Özkan, deutsche Schauspielerin
- 1994: Klaus Steinbacher, deutscher Schauspieler
- 1995: Maximilian Bauer, deutscher Fußballspieler
- 1995: Paula Beer, deutsche Schauspielerin
- 1996: Niccolò Antonelli, italienischer Motorradrennfahrer
- 1996: Osisang Chilton, palauische Schwimmerin
- 1996: Chris Herndon, US-amerikanischer American-Football-Spieler
- 1996: D’Angelo Russell, US-amerikanischer Basketballspieler
- 1996: Marvin Spielmann, schweizerisch-kongolesischer Fußballspieler
- 1997: Benjamin Henrichs, deutsch-ghanaischer Fußballspieler
- 1998: Tom Hoßbach, deutscher Schauspieler
- 1998: Zoé Vergé-Dépré, Schweizer Beachvolleyballspielerin
- 2000: Femke Bol, niederländische Leichtathletin

### 21. Jahrhundert
- 2001: Ross Graham, schottischer Fußballspieler
- 2002: Emilia Jones, britische Schauspielerin
- 2004: Leon Avdullahu, Schweizer Fußballspieler
- 2012: Estelle von Schweden, schwedische Prinzessin

## Gestorben

### Vor dem 17. Jahrhundert
- 0715: al-Walid I., Kalif der Umayyaden in Damaskus
- 0943: Heribert II., Sohn des Grafen Heribert I. von Vermandois
- 1011: Willigis, Erzbischof von Mainz
- 1067: Einhard II. von Katzenellenbogen, Bischof von Speyer
- 1072: Petrus Damiani, italienischer Benediktinermönch, Bischof, Kirchenlehrer
- 1074: Rudolf IV., Graf von Valois, Crépy, Vitry, Amiens und Vexin
- 1100: Song Zhezong, Kaiser der Song-Dynastie in China
- 1165: Heinrich II. von Stühlingen, Bischof von Würzburg
- 1169: Gerhard von Are, deutscher Propst
- 1171: Otto von Cappenberg, deutscher Propst des Klosters Cappenberg, Taufpate des Kaisers Friedrich I. Barbarossa
- 1216: Geoffrey FitzGeoffrey de Mandeville, Earl of Essex und Earl of Gloucester
- 1269: Isabelle de France, französische Adlige und Stifterin der Klarissenabtei Longchamp Humilité-Notre-Dame im Wald von Rouvray
- 1299: Raimondo della Torre, Bischof von Como und Patriarch von Aquileia
- 1334: Margaret de Fiennes, anglo-französische Adlige
- 1335: Gertrud von Ortenberg, Begine
- 1352: Chungjeong Wang, 30. König des koreanischen Goryeo-Reiches
- 1367: Heinrich III., Graf von Fürstenberg
- 1442: Johannes von Gmunden, österreichischer Humanist, Mathematiker und Astronom

- 1447: Eugen IV., Papst

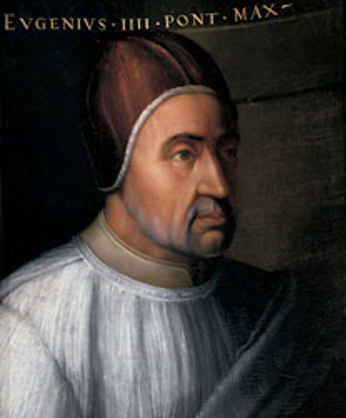
Eugen IV. († 1447)

- 1447: Humphrey, Duke of Gloucester, englischer Adeliger und zeitweise Regent von England
- 1464: Zhengtong, sechster chinesischer Kaiser der Ming-Dynastie
- 1473: Arnold, Herzog von Geldern
- 1476: Pietro Mocenigo, 70. Doge von Venedig
- 1486: Johann II. von Werdenberg, Bischof von Augsburg
- 1507: Gentile Bellini, venezianischer Maler
- 1512: Sigismondo de’ Conti, italienischer Humanist, Historiker und päpstlicher Sekretär
- 1537: Galeazzo Flavio Capella, italienischer Schriftsteller und Staatsmann
- 1543: Eva von Leiningen-Westerburg, regierende Gräfin von Leiningen
- 1543: Joseph Feyerabend, deutscher Jurist und Reformator, erster protestantischer Stiftsdekan in Ansbach und erster protestantischer Propst in Feuchtwangen
- 1554: Henry Grey, 1. Duke of Suffolk, englischer Adeliger und Verschwörer, Vater Jane Greys
- 1560: Gaspar Lax, spanischer Mathematiker, Logiker und Philosoph
- 1591: Antoine de Chandieu, französisch-schweizerischer Reformator

### 17. und 18. Jahrhundert
- 1603: Andrea Cesalpino, italienischer Philosoph, Botaniker und Physiologe
- 1616: Matthia Ferrabosco, italienischer Komponist
- 1632: Giambattista Basile, italienischer Literat und Schriftsteller, gilt als Europas erster großer Märchenerzähler
- 1653: Georg Rodolf Weckherlin, deutscher Lyriker
- 1668: Artus Quellinus I., niederländischer Bildhauer
- 1669: Lieuwe van Aitzema, niederländischer Historiker, Diplomat, Bonvivant, Schürzenjäger und Spion
- 1671: Leopold Wilhelm von Baden-Baden, Markgraf von Baden
- 1685: Emerich Sinelli, Kapuziner und katholischer Bischof der Diözese Wien
- 1686: Nikolaus Gülich, Gegner des kölnischen Stadtrats
- 1701: Christoph Kormart, deutscher Schriftsteller und Übersetzer
- 1701: William Williams, englischer Violinist und Komponist
- 1704: Georg Muffat, deutsch-französischer Komponist und Organist
- 1709: Paul Gottfried Sperling, deutscher Mediziner
- 1716: Maria Anna von Thun und Hohenstein, Prinzessin von Liechtenstein
- 1717: Philipp Wilhelm von Boineburg, Reichsgraf, siebenter Erfurter Statthalter, Rektor
- 1717: Magnus Stenbock, schwedischer Feldmarschall
- 1719: Bartholomäus Ziegenbalg, deutscher evangelischer Missionar

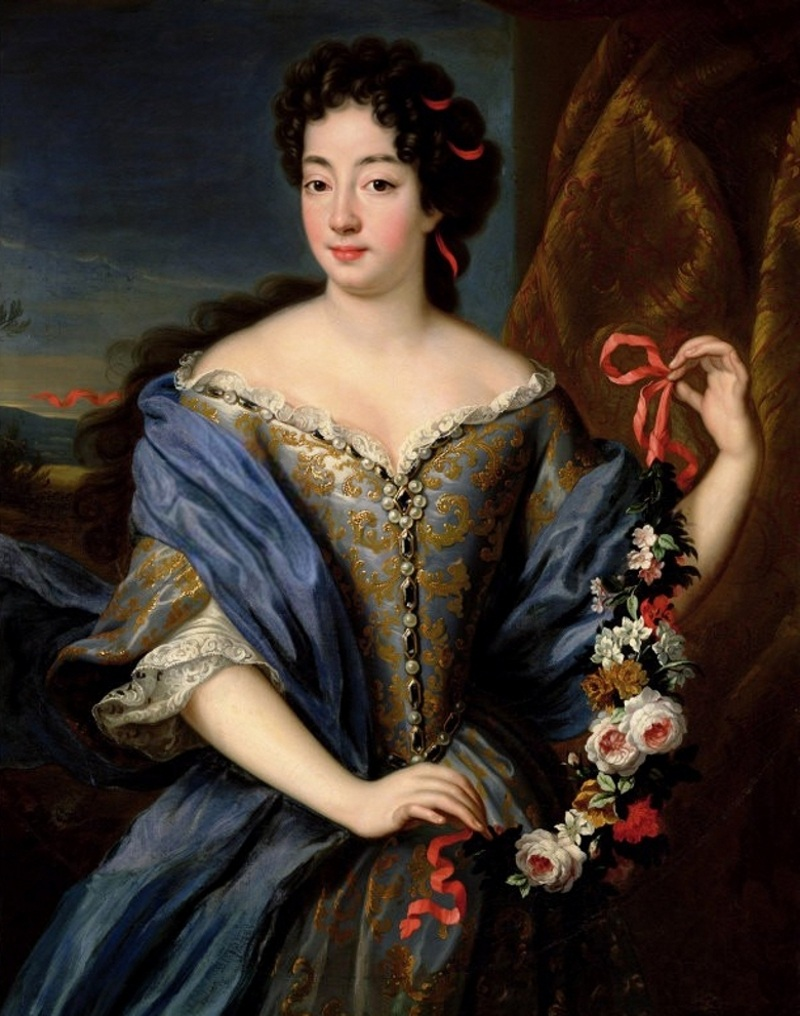
Anna Henriette von Pfalz-Simmern († 1723)

- 1723: Anna Henriette von Pfalz-Simmern, Titular-Pfalzgräfin und Fürstin von Condè
- 1740: Taco Hajo van den Honert, deutscher reformierter Theologe
- 1740: Massimiliano Soldani, italienischer Bildhauer und Medailleur
- 1745: Joseph Effner, deutscher Baumeister, Gartenarchitekt, Dekorateur
- 1747: Johann Heinrich von Heucher, deutscher Naturwissenschaftler und Leibarzt Augusts des Starken
- 1747: Johann Adolph Wedel, deutscher Mediziner
- 1753: Willem Frans Cox, Priester im deutschen Orden
- 1765: Nikolaus Dietrich Giseke, deutscher Schriftsteller
- 1765: Johannes Rietmann, Schweizer Reisläufer in niederländischen und sardisch-piemontesischen Diensten
- 1766: François Louis Dubois, elsässischer Orgelbauer schweizerischer Herkunft
- 1766: Stanislaus I. Leszczyński, König von Polen und Herzog von Lothringen
- 1767: Quirin Mickl, Abt des Klosters Hohenfurt
- 1779: Carl Julius Wilda, preußischer Jurist
- 1781: George Taylor, Unterzeichner der Unabhängigkeitserklärung der USA
- 1791: Friedrich Sinner, Schultheiss von Bern
- 1792: Joshua Reynolds, britischer Maler, erste Vorsitzende der Royal Academy of Arts
- 1793: Jacob Friedrich Isenflamm, deutscher Mediziner und Hochschullehrer
- 1795: Johann Siegfried Hufnagel, deutscher Pfarrer und Entomologe
- 1796: Jean-Nicolas Stofflet, Anführer der Aufständischen während des Vendée-Aufstands
- 1797: Gustav Ludwig von der Marwitz, preußischer General

### 19. Jahrhundert

#### 1801 bis 1850

John Keats († 1821)

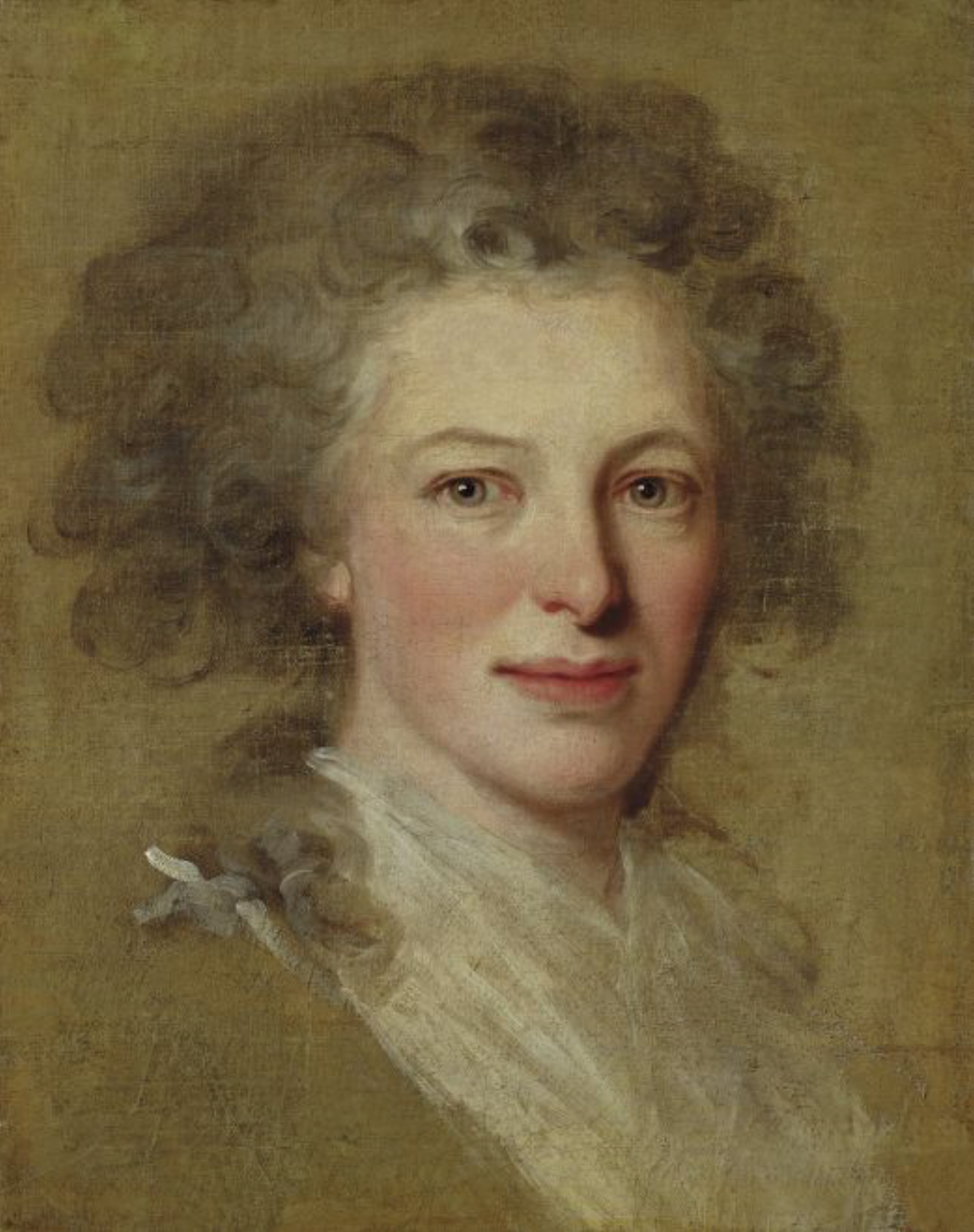
Josefa zu Fürstenberg-Weitra († 1848)

- 1801: Étienne d’Arnal, französischer Geistlicher, Ingenieur und Erfinder
- 1801: Jean-Henri Voulland, französischer Politiker
- 1809: Dirk van der Aa, niederländischer Maler
- 1812: Louis Malus, französischer Physiker und Mathematiker
- 1817: Bazyli Bohdanowicz, polnischer Komponist
- 1817: Gian Menico Cetti, Schweizer Übersetzer
- 1820: Alojzy Feliński, polnischer Schriftsteller
- 1821: John Keats, britischer Dichter der Romantik
- 1822: Johann Matthäus Bechstein, deutscher Naturforscher, Forstwissenschaftler und Ornithologe
- 1823: Peter Anton Ulrich Piutti, italienischer Unternehmer und Kaufmann in Deutschland
- 1824: Blasius Merrem, deutscher Professor für Zoologie und Ornithologie
- 1834: Karl Ludwig von Knebel, deutscher Lyriker und Übersetzer
- 1834: Ludwig Schellenberg, deutscher Buchhändler, Buchdrucker und Verleger
- 1837: Friedrich Ludwig Weidig, deutscher evangelischer Theologe, Pädagoge, Publizist und Turnpionier, Protagonist des Vormärz
- 1839: Michail Michailowitsch Speranski, russischer Staatsmann und liberaler Reformer
- 1848: John Quincy Adams, US-amerikanischer Politiker, sechster Präsident der USA
- 1848ː Josefa zu Fürstenberg-Weitra, durch Heirat Fürstin von und zu Liechtenstein
- 1848: Wilhelmine Reichard, erste Ballonfahrerin Deutschlands

#### 1851 bis 1900
- 1851: Joanna Baillie, britische Dichterin der Romantik
- 1854: Wilhelm Pape, deutscher Altphilologe und Lexikograf

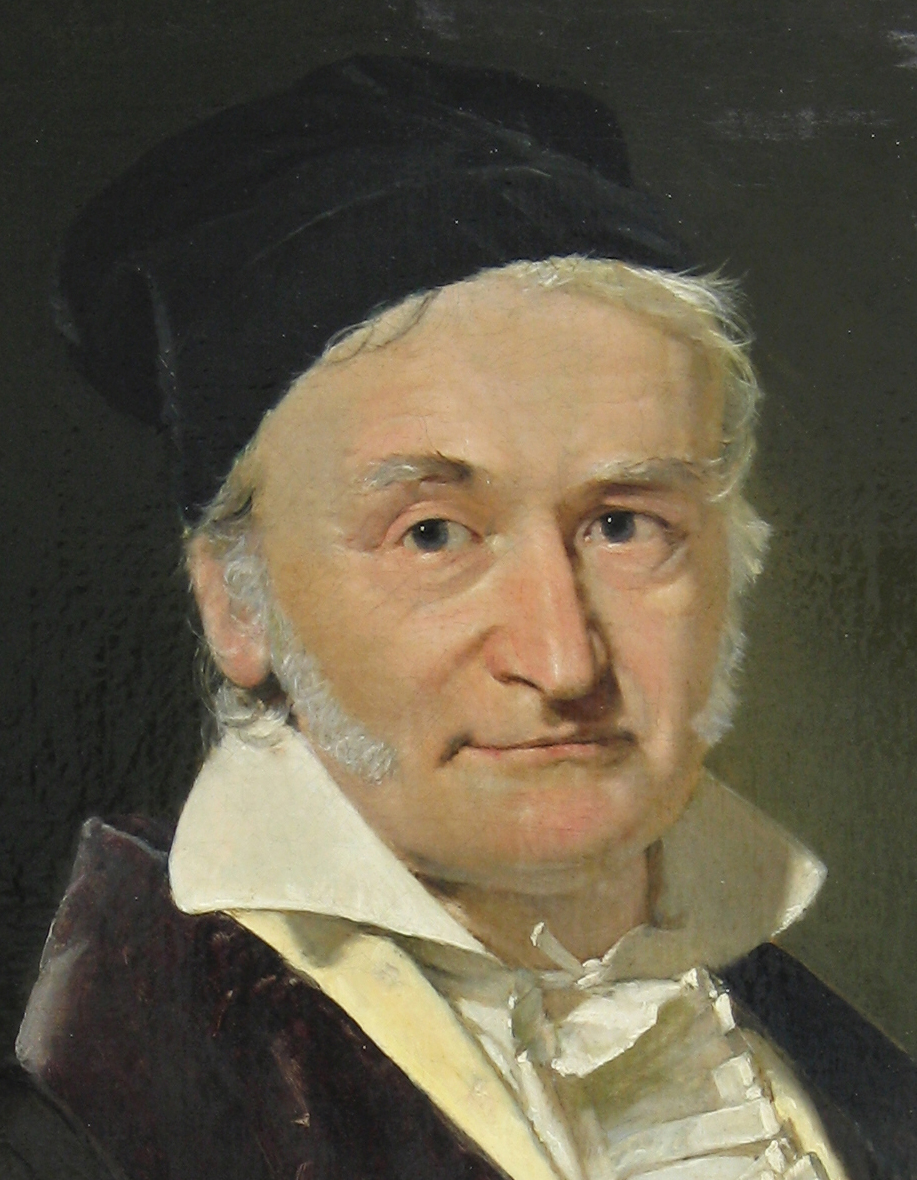
Carl Friedrich Gauß († 1855)

- 1855: Carl Friedrich Gauß, deutscher Mathematiker, Astronom, Geodät und Physiker
- 1859: Zygmunt Krasiński, polnischer Dichter und Dramatiker
- 1867: George Thomas Smart, englischer Dirigent, Organist, Geiger und Komponist
- 1868: Karl Maria Groß, österreichischer Beamter, Maler, Dichter und Musikkritiker
- 1868: Adamo Tadolini, italienischer Bildhauer
- 1873: Lorenzo Arrazola García, spanischer Rechtswissenschaftler, Politiker und Regierungspräsident
- 1876ː Camille Couture, kanadischer Violinist, Musikpädagoge und Geigenbauer
- 1878: Friedrich Joseph Ark, deutscher Architekt und Baubeamter
- 1879: Josef Arnold der Ältere, österreichischer Maler
- 1879: Albrecht von Roon, preußischer General und Minister
- 1880: Fjodor Nikolajewitsch Glinka, russischer Schriftsteller
- 1882: Karl Christian Aubel, deutscher Portraitmaler und Professor
- 1888: Ludwig Wilhelm von Baden, Großherzoglicher Prinz und Titular-Markgraf von Baden
- 1889: Christian August Berkholz, deutsch-baltischer Geistlicher und Pädagoge
- 1891: Hugues Oltramare, Schweizer evangelischer Geistlicher und Hochschullehrer
- 1892: Pasquale Lucchini, Schweizer Ingenieur und Politiker
- 1897: Woldemar Bargiel, deutscher Komponist
- 1897: Julius Mankell, schwedischer Offizier, Politiker und Militärhistoriker
- 1897: Carl Mendelssohn Bartholdy, deutscher Historiker
- 1898: Giacomo Lepori, Schweizer Ingenieur und Architekt
- 1900: Franz von Jauner, österreichischer Schauspieler und Theaterdirektor
- 1900: Otto Leichtenstern, deutscher Internist
- 1900: Léon Nagant, belgischer Waffenkonstrukteur, Fabrikant

### 20. Jahrhundert

#### 1901 bis 1926
- 1902: Bernhard Maximilian Lersch, deutscher Arzt, Balneologe und Naturwissenschaftler

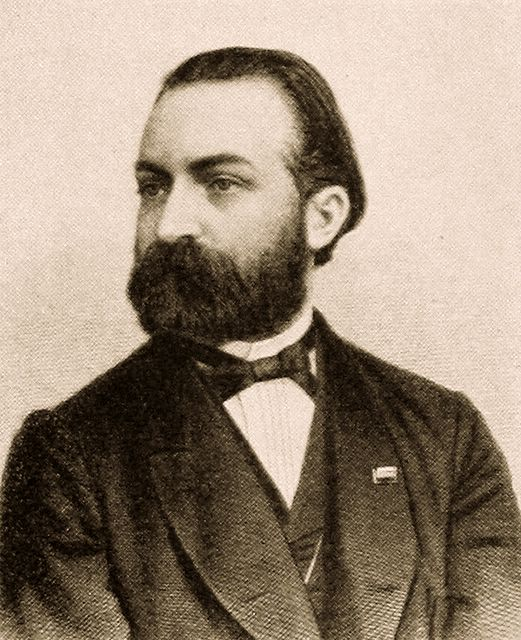
Friedrich Grützmacher († 1903)

- 1903: Friedrich Grützmacher, deutscher Cellist und Komponist
- 1904: Friederike Kempner, deutsche Schriftstellerin
- 1905: Friedrich Ehrbar, österreichischer Klavierfabrikant
- 1905: Viktor Weißhaupt, deutscher Maler
- 1906: Maximilian Nitze, deutscher Urologe, Erfinder des Cystoskops
- 1907: Leopold Auspitz, österreichischer Generalmajor und Schriftsteller
- 1908: Svatopluk Čech, tschechischer Journalist, Schriftsteller und Dichter
- 1908: Friedrich von Esmarch, deutscher Arzt, Begründer des zivilen Samariterwesens in Deutschland
- 1908: Samuel Plattner, Schweizer Jurist, Journalist und Bühnenautor
- 1910: Wera Fjodorowna Komissarschewskaja, russische Schauspielerin
- 1911: Quanah Parker, Comanchenhäuptling
- 1915: Hugo Gieseking, deutscher Mathematiker
- 1915: Jakob Walder, Schweizer Beamter und Politiker

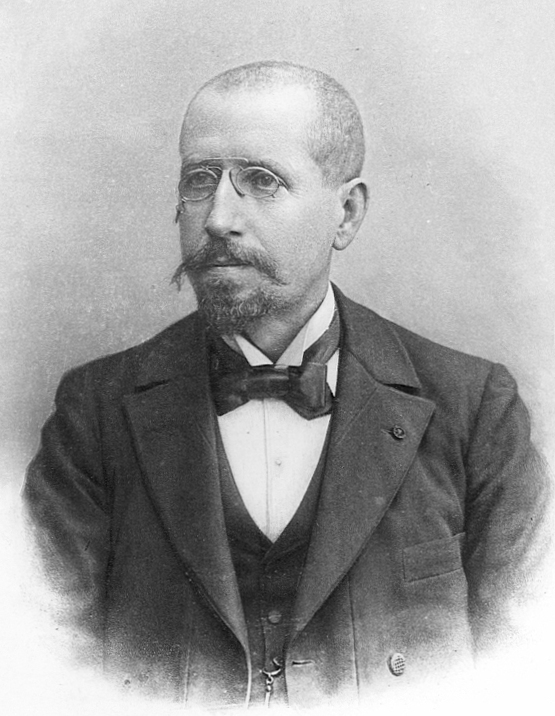
Gaston Darboux († 1917)

- 1917: Gaston Darboux, französischer Mathematiker
- 1918: Leopold von Auersperg, österreichischer Politiker
- 1918: Sophie Menter, deutsche Pianistin
- 1921: Otto Piper, deutscher Jurist, Kommunalpolitiker, Kunsthistoriker und Burgenforscher
- 1922: Georg Anthes, deutscher Geiger, Opernsänger und Theaterregisseur
- 1923: Félix Fourdrain, französischer Komponist, Organist und Musikpädagoge
- 1925: Hippolyte Balavoine, Schweizer evangelischer Geistlicher und Hochschullehrer
- 1925: Joel Hastings Metcalf, US-amerikanischer Astronom

#### 1926 bis 1950
- 1929: Mercédès Jellinek, österreichische Namenspatin der Automobilmarke Mercedes-Benz
- 1930: Mabel Normand, US-amerikanische Stummfilmschauspielerin
- 1930: Horst Wessel, deutscher SA-Sturmführer, stilisierter Märtyrer der Nationalsozialisten, Verfasser des Horst-Wessel-Liedes
- 1931: Mario Ancona, italienischer Sänger und Musikpädagoge
- 1931: Nellie Melba, australische Sängerin
- 1933: Walter Troeltsch, deutscher Nationalökonom
- 1934: Edward Elgar, britischer Komponist
- 1935: Emma Adler, österreichische Journalistin und Schriftstellerin
- 1938: Louis Müller-Unkel, deutscher Glastechniker, Hersteller von Glühkathodenröhren, Fotozellen und Röntgenröhren
- 1939: Alexander Jegorow, Militärführer der Roten Armee im Russischen Bürgerkrieg, Marschall der Sowjetunion
- 1940: Karl Duncker, deutscher Psychologe, Vertreter der Gestalttheorie
- 1940: Ichikawa Sadanji II., japanischer Kabukischauspieler
- 1942: Robert Katscher, österreichischer Komponist und Liedtextschreiber

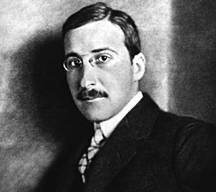
Stefan Zweig († 1942)

- 1942: Stefan Zweig, österreichischer Schriftsteller
- 1944: Leo Hendrik Baekeland, belgisch-US-amerikanischer Chemiker und Erfinder
- 1945: Rudolf Lange, deutscher SS-Standartenführer, Befehlshaber der Sicherheitspolizei und des SD, Massenmörder
- 1945: Alexei Nikolajewitsch Tolstoi, russischer Schriftsteller
- 1946: Yamashita Tomoyuki, japanischer General
- 1947ː Clara von Beringe, deutsche Malerin, Gründungsmitglied der Gruppe Dresdner Künstlerinnen
- 1947ː Maria Schott, deutsche Politikerin (DNVP), MdR
- 1948: Fidus, deutscher Maler und Illustrator
- 1948: Arthur Grimm, deutscher Maler
- 1948: Hermann Weber, deutscher Motorradkonstrukteur und -rennfahrer

#### 1951 bis 1975
- 1953: Big Maceo Merriweather, US-amerikanischer Blues-Musiker
- 1954: Gabriele Brakebusch, deutsche Politikerin
- 1954: Jacques Mieses, deutsch-britischer Schachspieler
- 1955: Charles Laban Abernethy, US-amerikanischer Politiker
- 1955: Paul Claudel, französischer Schriftsteller und Diplomat
- 1959: Pierre Frieden, luxemburgischer Politiker und Schriftsteller
- 1960: Arthur Legat, belgischer Automobilrennfahrer
- 1961: Elizabeth Stephansen, norwegische Mathematikerin
- 1963: Paul Rodemann, deutscher Journalist, Verleger, Abgeordneter der Weimarer Nationalversammlung
- 1965: John Kitzmiller, US-amerikanischer Schauspieler

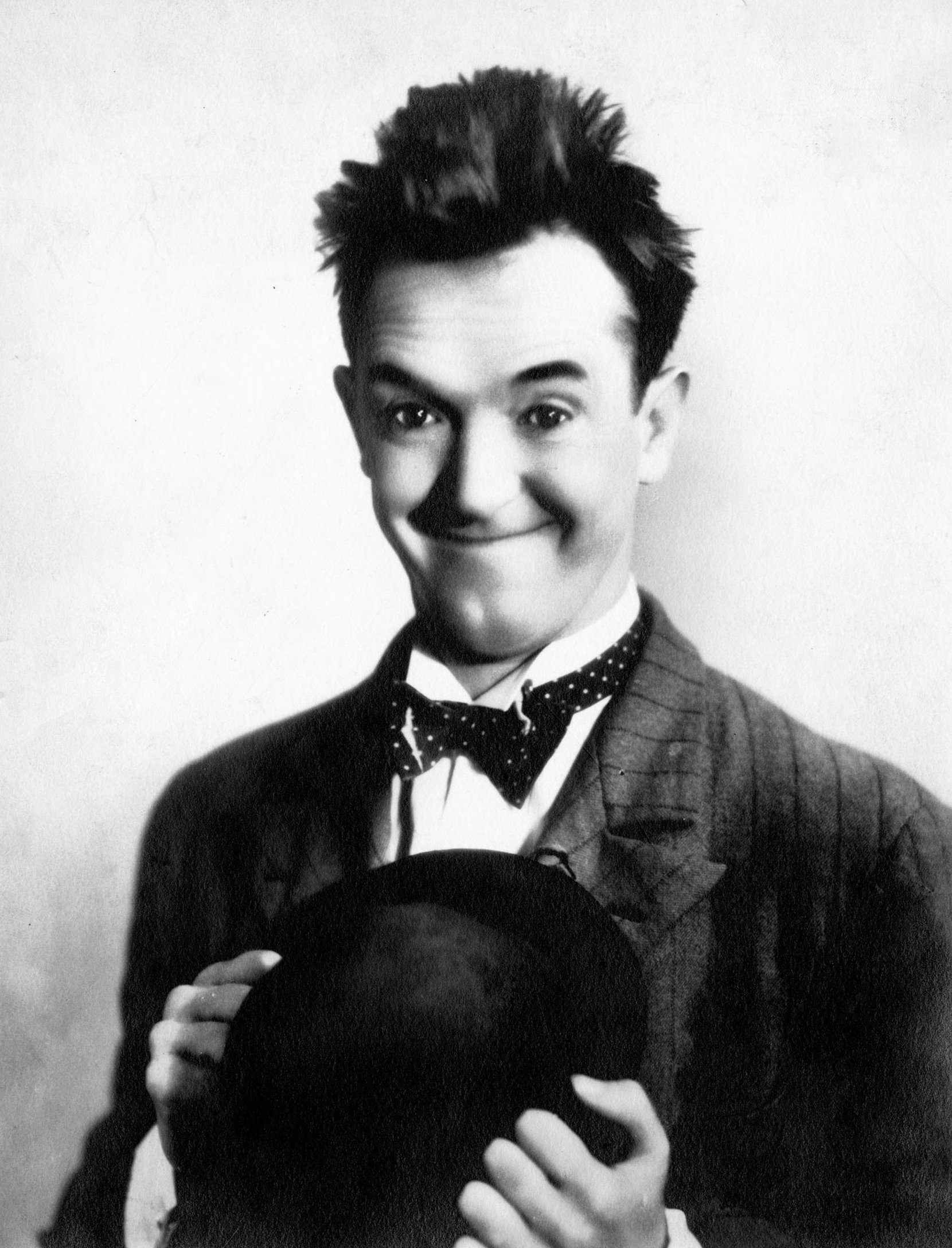
Stan Laurel († 1965)

- 1965: Stan Laurel, US-amerikanischer Komiker und Schauspieler
- 1968: Emil Hirschfeld, deutscher Leichtathlet
- 1968: Fannie Hurst, US-amerikanische Schriftstellerin und Journalistin
- 1968: Robert Thelen, deutscher Ingenieur, Pilot und Luftfahrtpionier
- 1969: Saud ibn Abd al-Aziz, König von Saudi-Arabien
- 1970: Hildegard Fränzel, deutsche Schauspielerin
- 1971: Kurt Albrecht, deutscher Komponist
- 1971: Carl Englert, deutscher Komponist
- 1972: Mathias Sancassiani, luxemburgischer Boxer
- 1973: Norman Black, britischer Autorennfahrer
- 1973: František Hertl, tschechischer Kontrabassist, Komponist und Dirigent
- 1973: Dickinson Woodruff Richards, US-amerikanischer Internist
- 1974: Hans Bernd Gisevius, deutscher Politiker, Staatsbeamter und Autor
- 1974: William F. Knowland, US-amerikanischer Politiker
- 1974: Harry Ruby, US-amerikanischer Drehbuchautor, Komponist und Texter
- 1975: Anton Arland, deutscher Pflanzenbauwissenschaftler
- 1975: Sigmund Haringer, deutscher Fußballspieler
- 1975: Roger Hilton, britischer Maler
- 1975: Alejandro Tobar, kolumbianischer Komponist und Violinist

#### 1976 bis 2000
- 1976: Lawrence Stephen Lowry, englischer Künstler
- 1976: Pjotr Michailowitsch Stefanowski, sowjetischer Testpilot
- 1977: Hans Haffner, deutscher Astronom und Professor
- 1978: Henri Godard, französischer Autorennfahrer
- 1978: Paul Yoshigorō Taguchi, japanischer Geistlicher, Erzbischof von Osaka, Kardinal
- 1979: W. A. C. Bennett, kanadischer Politiker
- 1979: Werner Oswald, Schweizer Chemiker und Unternehmer

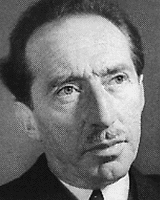
Enrico Celio († 1980)

- 1980: Enrico Celio, Schweizer Politiker, Bundespräsident
- 1981: Robert L. Fish, US-amerikanischer Kriminalschriftsteller
- 1981: Roy Newman, US-amerikanischer Country-Musiker
- 1983: William Harding Anderson, britischer Eishockeyspieler
- 1983: Herbert Howells, englischer Komponist
- 1983: Hüseynağa Sadıqov, sowjetischer Schauspieler
- 1984: Uwe Johnson, deutscher Schriftsteller, Mitglied der Gruppe 47
- 1984: Walter Jokisch, deutscher Schauspieler
- 1984: Louis Joseph Reicher, US-amerikanischer Geistlicher
- 1986: Joachim Dammer, deutscher Maler und Grafiker
- 1986: Ernst Neufert, deutscher Architekt, Bauhauslehrer, Autor der Bauentwurfslehre
- 1986: Mart Stam, niederländischer Architekt und Designer
- 1986: Nino Taranto, italienischer Schauspieler, Komiker und Sänger
- 1987: José Afonso, portugiesischer Sänger und Komponist
- 1989: Alfred Dallinger, österreichischer Politiker
- 1989: Hans Hellmut Kirst, deutscher Schriftsteller
- 1990: James M. Gavin, US-amerikanischer General und Diplomat
- 1991: Argeliers León, kubanischer Musikwissenschaftler und -pädagoge, Folklorist und Komponist
- 1992: Joseph Armone, US-amerikanischer Mobster
- 1993: Helmut Braselmann, deutscher Feldhandballspieler
- 1994: Csilla Freifrau von Boeselager, Mitbegründerin des ungarischen Malteser-Caritas-Dienstes
- 1994: Zbigniew Bieńkowski, polnischer Literaturkritiker, Essayist und Übersetzer
- 1994: Emil Obermann, deutscher Journalist, Autor und Fernsehmoderator

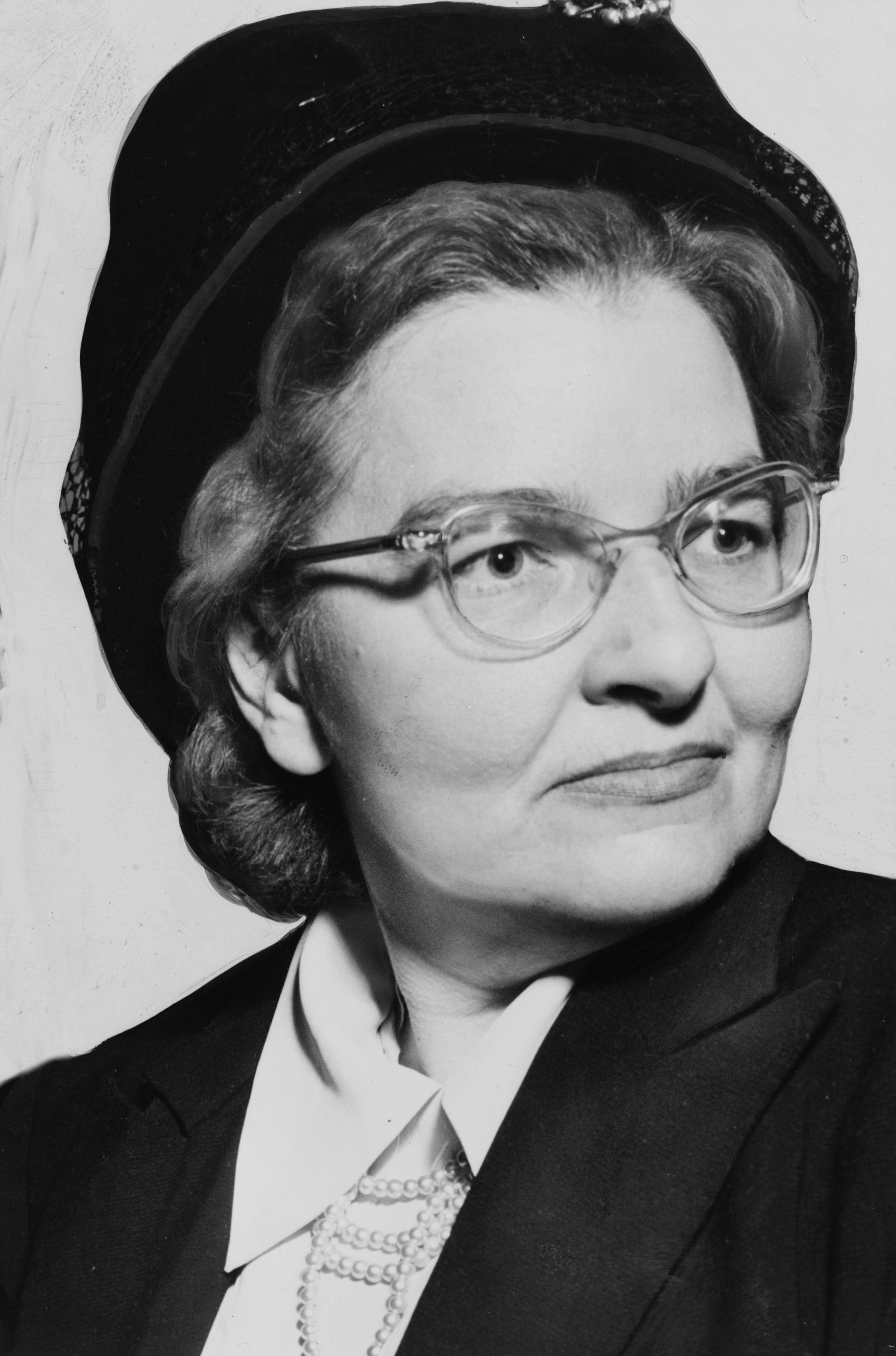
Sidney Robertson Cowell († 1995)

- 1995: Sidney Robertson Cowell, US-amerikanische Ethnografin und Anthropologin
- 1995: James Herriot, britischer Tierarzt und Schriftsteller
- 1996: Joseph W. Barr, US-amerikanischer Politiker
- 1996: William Bonin, US-amerikanischer Serienmörder („The Freeway Killer“)
- 1996: Alan Dawson, US-amerikanischer Jazz-Schlagzeuger
- 1996: Willy Hüttenrauch, deutscher Politiker und Diplomat in der DDR
- 1996: Helmut Schön, deutscher Fußballtrainer und -spieler
- 1997: Abdelkader Ben Bouali, algerischer Fußballspieler
- 1997: Tony Williams, US-amerikanischer Jazz-Schlagzeuger
- 1999: Ruth Gipps, britische Pianistin, Dirigentin und Komponistin
- 1999: Heinrich Schmid, Schweizer Sprachwissenschaftler, Schöpfer rätoromanischer Dachsprachen
- 2000: Albrecht Goes, deutscher Schriftsteller und Theologe
- 2000: Ofra Haza, israelische Sängerin
- 2000: Stanley Matthews, englischer Fußballspieler, erster „Europas Fußballer des Jahres“

### 21. Jahrhundert
- 2001: Sergio Mantovani, italienischer Automobilrennfahrer
- 2002: Kurt Kauter, deutscher Schriftsteller
- 2002: Detlef Wolter, deutscher Komponist
- 2003: Schlomo Argov, israelischer Diplomat

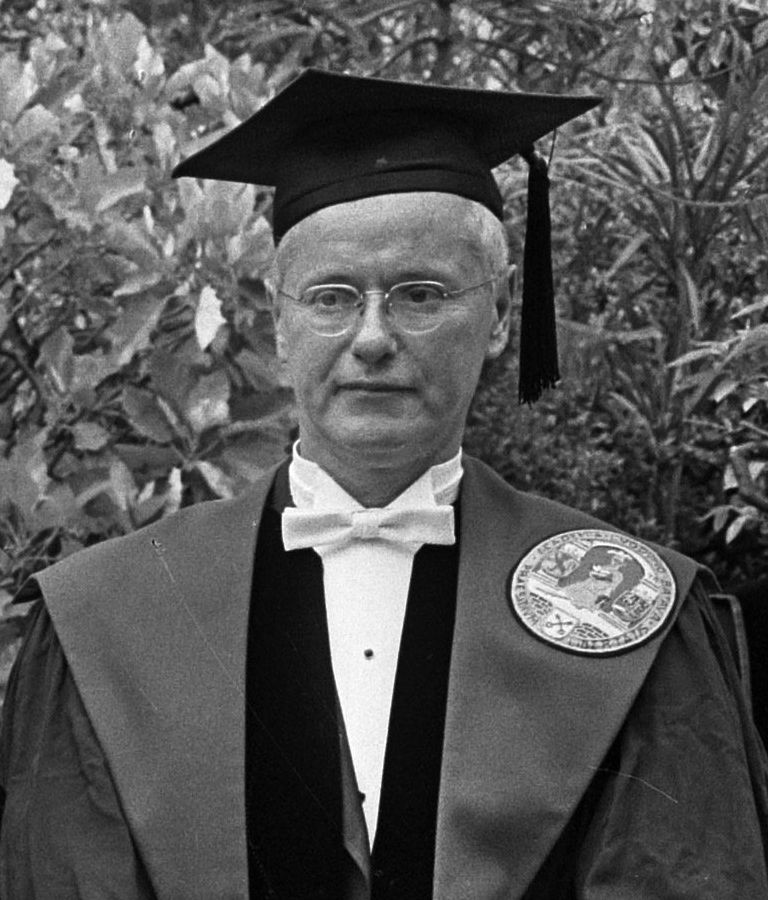
Robert K. Merton († 2003)

- 2003: Robert K. Merton, US-amerikanischer Soziologe
- 2003: Marcel Prawy, österreichischer Dramaturg und Opernkritiker
- 2003: Maria von Schmedes, österreichische Sängerin und Schauspielerin
- 2004: Paul E. Affeldt, US-amerikanischer Autor und Musikproduzent
- 2004: Vijay Anand, indischer Filmregisseur
- 2004: Carl Anderson, US-amerikanischer Sänger und Schauspieler
- 2004: Neil Richard Ardley, englischer Pianist und Komponist
- 2004: Don Cornell, US-amerikanischer Sänger
- 2004: Bob Marshall, australischer Billardweltmeister, Politiker und Geschäftsmann
- 2004: Uwe Reimer, deutscher Autor
- 2005: Truck Branss, deutscher Rundfunk- und Fernsehregisseur
- 2005: Henk Zeevalking, niederländischer Politiker und Gründer der Partei Democraten 66
- 2006: Willy Potthoff, deutscher Reformpädagoge
- 2006: Zarra, spanischer Fußballspieler

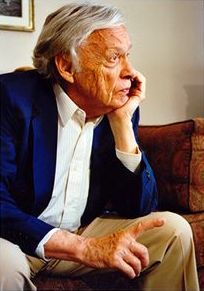
Heinz Berggruen († 2007)

- 2007: Heinz Berggruen, deutscher Galerist und Kunstsammler
- 2008: Janez Drnovšek, slowenischer Politiker und Staatsmann
- 2008: Josep Palau i Fabre, spanischer Schriftsteller und Kunstkritiker
- 2010: Marcel Becquart, französischer Automobilrennfahrer
- 2010: Wyn Morris, britischer Dirigent
- 2010: Gerry Neef, deutscher Fußballspieler
- 2010: Orlando Zapata, kubanischer Dissident
- 2010: Klaus Zechiel-Eckes, deutscher Historiker
- 2011: Gustav Just, deutscher Journalist und Politiker
- 2012: Charles Amer, britischer Unternehmer und Fußballvereinspräsident von FC Middlesbrough
- 2013: José Gustavo Angel Ramírez, kolumbianischer Bischof
- 2014: Carla Accardi, italienische Malerin
- 2014: Alice Herz-Sommer, israelische Pianistin
- 2016: Ramón Castro Ruz, kubanischer Revolutionär
- 2016: Peter Lustig, deutscher Fernsehmoderator und Autor
- 2017: Sabine Oberhauser, österreichische Politikerin
- 2017: Jutta Winkelmann, deutsche Regisseurin und Autorin
- 2018: Lewis Gilbert, britischer Filmregisseur
- 2018: Óscar Julio Vian Morales, guatemaltekischer Erzbischof
- 2019: Franziska Pigulla, deutsche Schauspielerin, Nachrichten- und Synchronsprecherin
- 2021: Fausto Gresini, italienischer Motorradrennfahrer
- 2021: Wolfango Montanari, italienischer Leichtathlet
- 2021: James Sedin, US-amerikanischer Eishockeyspieler
- 2022: Tatjana Birschtein, sowjetisch-russische Physikerin
- 2022: Riky Rick, südafrikanischer Rapper, Sänger und Songwriter
- 2022: Per Voigt, norwegischer Eishockeyspieler

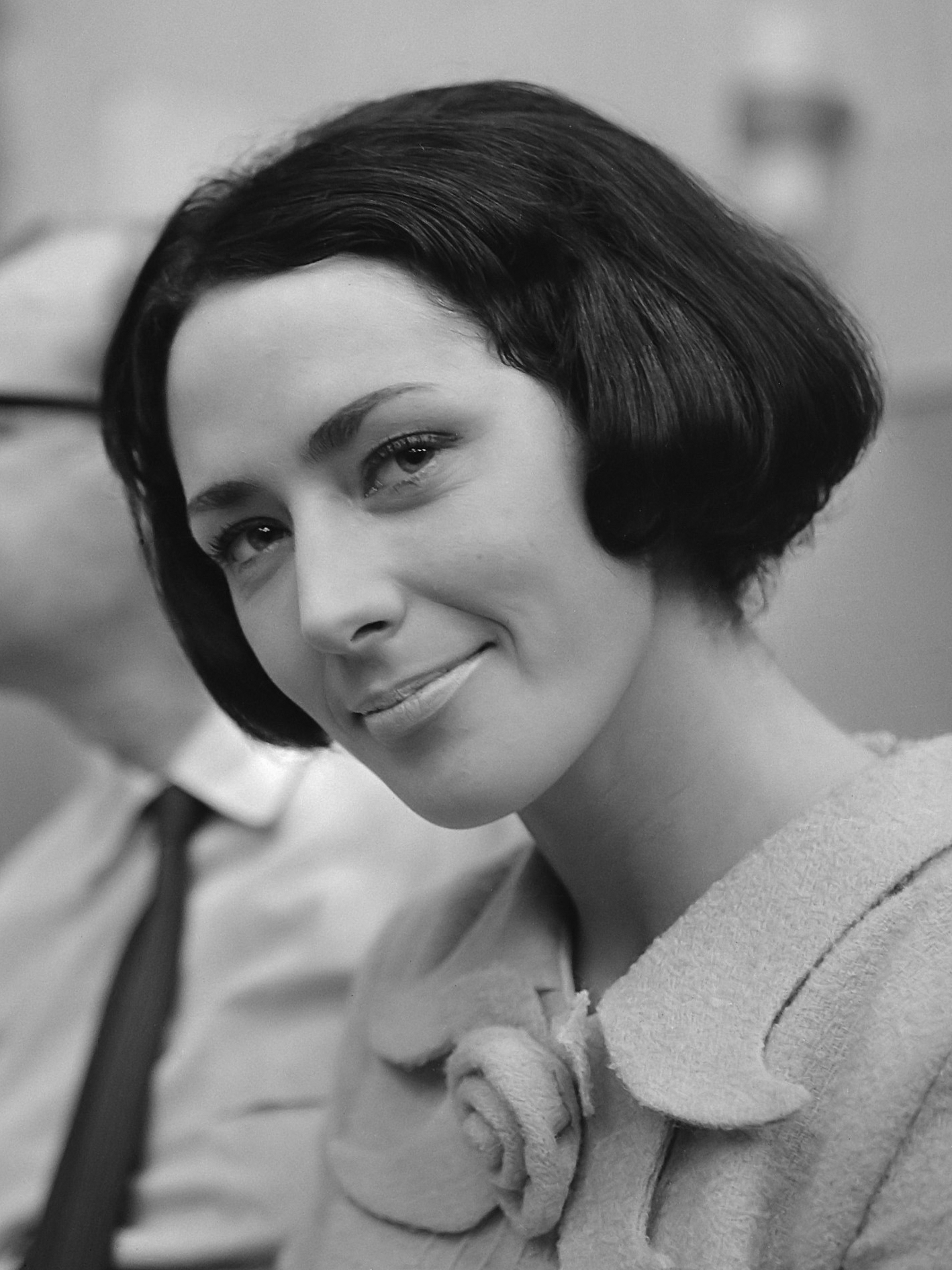
Joan Haanappel († 2024)

- 2023: Birgit Hein, deutsche Filmemacherin und Filmwissenschaftlerin
- 2023: José Lei, Sportschütze aus Hongkong
- 2023: Adam Lisewski, polnischer Fechter
- 2024: Irene Camber, italienische Fechterin
- 2024: Wilson Fittipaldi, brasilianischer Rennfahrer und Teambesitzer
- 2024: Joan Haanappel, niederländische Eiskunstläuferin
- 2024: Tina Rainford, deutsche Sängerin
- 2025ː Máire Hickey, irische Benediktinerin und Äbtissin

## Feier- und Gedenktage
- Kirchliche Gedenktage
  - Hl. Polykarp von Smyrna, römischer Märtyrer und Bischof (anglikanisch, evangelisch, katholisch, orthodox, armenisch, koptisch)
  - Hl. Willigis, deutscher Baumeister, Kanzler und Bischof (katholisch)
- Namenstage
  - Romana
- Staatliche Feier- und Gedenktage
  - Guyana: Erklärung der Republik (1966)
  - Russland und andere Teile der ehemaligen Sowjetunion: Tag des Verteidigers des Vaterlandes

Weitere Einträge enthält die Liste von Gedenk- und Aktionstagen.